# アスラクライン
『アスラクライン』は、三雲岳斗による日本のライトノベル。イラストは和狸ナオが担当。電撃文庫（メディアワークス→アスキー・メディアワークス）より2005年7月から2010年2月まで刊行された。

## 概要
本編は13巻で完結しているが、雑誌に掲載された番外編に、後日談を加えた第14巻が発売されている。2015年10月時点でシリーズ累計部数は150万部を記録している。
文庫本が長編主体であるのに対し、『電撃hp』において不定期連載された「アスラクライン・P（ポータブル）」および「アスラクラインKLEIN（クライン）」は、本編では語られなかった「サブキャラクター主体のストーリー」や「メインキャラクターのサイドストーリー」、「文庫本では描ききれない珍妙なストーリー」などの補完的な要素が強い。また、メディアワークス出版の公式海賊本『電撃hPa』（でんげきヘクトパスカル）に、外伝「アスラクラインのようなもの」が掲載されている。
メディアミックスとして、あきづきりょうの作画によるコミカライズが、『月刊コミック電撃大王』2008年11月号から2010年11月号まで連載（原作1 - 3巻のコミカライズ）。また、テレビアニメ第1期は2009年4月から6月まで、第2期は2009年10月から12月までそれぞれ放送された。

## あらすじ
高校入学を機に1人暮らしを始めることにした夏目智春。彼は3年前から、守護霊を自称する幼馴染の少女・水無神操緒に取り憑かれていた。
智春の兄・夏目直貴が暮らしていたオンボロ屋敷・鳴桜邸に引越した日、鳴桜邸に2人の美少女がやって来た。直貴から託されたという銀色のトランクを届けにきた黒のスーツの美女・黒崎朱浬、そしてその晩、トランクを奪いに鳴桜邸へ忍び込んだ巫女装束の美少女・嵩月奏。この銀色のトランク「イクストラクタ」を手にしたことを契機に、智春は世界の隠された真実と向かい合う。
第一生徒会会長・佐伯玲士郎は言った。神は人間を見放し、この世界は1度滅び、「悪魔」の力を借りることでやり直した「二巡目の世界」なのだということを。
こうして一癖も二癖もある美少女達に囲まれた、波瀾と受難に満ちたハイスクールパンクな日々がはじまる。

## 舞台
"日本"ではあるが関東圏である以外は不明。
私立洛芦和（らくろわ）高校
本作の舞台となる「超教派」のミッション系の高校で、校名はフランス語で十字架を意味する「ラ・クロワ（la Croix）」からとられた。通称は「洛高」である。
ミッション系の進学校ではあるが、宗教活動については自主性に任せた自由な校風を唱っている。しかし実質は「超教派」ゆえに「公認された生徒会」が3つも存在し、非公認だがほかにも生徒会がいくつかある。悪魔崇拝から仏教系といった非公認の生徒会をも交えた火器を使用した勢力争いを繰り返す治外法権的な異常事態に陥っている。それゆえに性格破綻者や屈強な生徒が闊歩する様は文字通り「ハイスクールパンク」な状況である。しかも地下に眠る古代遺跡がこの学校の異質さをさらに盛り上げている。
第一生徒会・神聖防衛隊（しんせいぼうえいたい）
校内の治安維持を主務とし、運動部を管轄している。ローマカトリック教を信仰し、悪魔の力が世界を滅ぼすとして、校内の悪魔の殲滅を法王庁に許可されている。
第二生徒会・巡礼者商連合（じゅんれいしゃしょうれんごう）
学校内の委員会を管轄している。プロテスタント系カルヴァニズムを信仰し、悪魔や機巧魔神の抗争については中立的な立場で報酬次第でどちらにも手を貸す。金の力で黒科學を解析し、世界を救う算段としている。
第三生徒会・王立科学狂会（ロイヤル・ダークソサエティ）
校内の文化系クラブや学業を取り仕切る。聖公会系キリスト教を信仰し、悪魔の力が世界の破滅を止める鍵としていて、英国女王の許可を得て校内の悪魔の保護を許可されている。
関東学生連盟・武装指導教員（ガーディアン《ガイダンスという記述もアリ》・ドラグーン）
洛高を含めた関東圏の学区における演操者達の上部機関。学校外の生徒の監視・保護の権利を持ち所属する演操者や機巧魔神の力も強力。
本来は機巧魔神の中でも10機しかない金属の名を冠した強力かつ貴重な機巧魔神を有している者のことを指す。
鳴桜邸（めいおうてい）
智春と操緒の下宿先。家賃はかつての住人である兄の直貴が大家の潮泉氏に納めてくれているが、近所からは心霊スポット「冥王邸」と呼ばれている。
兄の暮らしていた頃から科學部の部員たちにたまり場として利用されており、科学部員のほとんどが鍵を所持している。地下に隠された巨大な地下空間には機巧魔神の残骸や朱浬の武装の保管コンテナなどが置かれているが、エピソードを重ねるごとに幾度となく損壊・半壊・全壊の憂き目を見ている。
最終的には、屋敷が全壊してしまった二巡目の世界に戻る際に、壊れていない一巡目の世界の鳴桜邸を持ってきたため、アニアから「化け物屋敷以外の何物でもないな」と言われている。
潮泉邸（しおいずみてい）
潮泉老人達の邸宅。高級住宅街のなかに小さな山が丸々ひとつ入って余りあるというほどの広大な敷地を持っている。山には神社跡まで備えていて、その祭具殿の中には「巨大なからくり人形」の残骸が眠っていた。その神社の一部を改装したところに奏の下宿先である嵩月神社がある。
地下には一巡目の世界最大の遺跡である封印された超弦重力炉が隠されている。

## 登場人物
※以下では、特に断りがない限り「二巡目の世界」（第1巻の舞台の世界）の人物について述べる。

### 主要人物
夏目 智春（なつめ ともはる）
声 - 入野自由
本作の主人公。洛芦和高校1年7組の生徒。容姿・中身共に平凡だが幽霊憑きにしてつくづく運の無い不幸体質。3年前の飛行機事故がきっかけで同じ飛行機に搭乗していた幼馴染の操緒に守護霊を自称されて取り憑かれている。物語の語り部として、基本的に彼の一人称視点で物語は進んでいく。操緒を始めとする親しい人間からは「トモ」と呼ばれることが多い。
家族構成は少々複雑で、幼少の頃に父親を亡くし、5歳上の兄である直貴とも長い間音信不通だった。数か月前に母親が再婚して義父と義妹ができたが、誤解と勘違いで自分は嫌われていると思い込み、一人暮らしの道を選ぶことになる。
鳴桜邸に転居した初日、朱浬から謎のトランクを渡され、それがきっかけで機巧魔神（アスラ・マキーナ）・黑鐵の演操者（ハンドラー）となり、第一生徒会に処刑されかけた奏を救うため、副葬処女になっている操緒を生き返らせる方法を探すために科學部に入部する。黒科学や悪魔、機巧魔神を巡る様々な事件に巻き込まれ、身近な人物を守るため戦っていくうちに第一、第二生徒会、GDなどの各組織から注目されるようになり物語は展開していく。
初めのうちは黑鐵の強大な力に振り回され暴走させてしまっていたが、度重なる戦闘で演操者として成長していく。また圧倒的な技量で鋼を操る直貴の姿を見たことで副葬処女の魂の消費を最低限にしながらも力を行使するイメージをつかみ、演操者として急激に強くなった。
幽霊憑きと中学生の時から噂され、周囲の人から敬遠されていたため友人が少なかった。ゆえに基本的には友人想いの誰にも優しい性格。この性格から多くの女性から好意を持たれる「ギャルゲーの主人公」のような特性があるが、本人は好意を寄せられていることをろくに自覚しておらず、その優柔不断で煮え切らない言動から、操緒に「ヘタレ童貞」とよくからかわれている。
また持ち前の不幸体質のゆえか、重度の高所恐怖症なのに高く飛ばされたり、飛行機などに関わると墜落し、事件に関わると女装しなければならない事態に陥ったりする。しかも女装した「夏目ともは」の姿の美しさは良くも悪くも周囲に注目されてしまい、冬琉でさえ嫉妬させ、玲士郎に一目惚れされる羽目に陥ったこともある。当の本人は女装癖の誤解が広まらないかヒヤヒヤしている。
後に塔貴也の野望を止めるべく、想いが通じた奏と契約し魔神相剋者となる。再稼動した超弦重力炉の前で鋼を破壊し、塔貴也の野望を阻止、その後“神”を破壊し世界を救った。
14巻では操緒と共に過去の世界を巡っている（表向きには「中欧の聞いたこともない国に交換留学生として派遣されている」ことになっている）。
実は、飛行機事故の際に操緒を庇い1度死亡しており、鋼の能力により蘇っている。この出来事が操緒が副葬処女になるきっかけにもなっている。
アニメ版では冬琉の敵対による解任、朱浬の行方不明を受けて第三生徒会長に任命されている。また、塔貴也との決戦の後は何事もなく学生生活に復帰している。
年齢：16歳。身長：168cm。体重：58kg。血液型：O型。

水無神 操緒（みなかみ みさお）
声 - 戸松遥
本作のヒロイン。智春の幼馴染で美少女の幽霊。
喜怒哀楽がはっきりしており、ズケズケと物を言う性格。3年前のロンドンで働いている両親に会うために乗った飛行機が墜落して以降、行方不明となり、自分を「守護霊」と称し智春に取り憑いて、彼の一挙手一投足に対しツッコミを入れてくる。またかなり嫉妬深く、智春が他の女性と仲良くすると不快さを露わにする。
智春の機巧魔神・黑鐵の副葬処女（ベリアル・ドール）である。副葬処女の射影体は特殊な人間にしか見ることが出来ないため幽霊と誤解されていた。後に黑鐵に安定装置（スタビライザ）が組み込まれたことで一般人にも見えるようになり、転校生として洛高に入学することになる。容姿が良く、半透明の幽霊であるため、良くも悪くも人目を引いてしまう。
智春の良き理解者であり「大丈夫、操緒がついてるよ」とたびたび発言し、智春の迷いを断ち切るのに一役買っている。
番外編で明かされたが、実は物凄く喧嘩が強く、ほぼ無敵。奏と入れ替わった時、奏でも勝てない嵩月祖母に悪役レスラー顔負けの戦い方で勝っている。
後に結ばれた智春と奏の仲を認めるが、最後は自分の所に戻ってくると発言している。
アニメ版ではアニアが一巡目の世界で作った完全な副葬処女分離機により、黑鐵から開放され、智春達と普通の学園生活を楽しんでいる。
年齢：16歳（推定）。身長：159cm。体重：0g（本体は推定41kgくらい）。スリーサイズ：朱浬の目測ではB82、W57、H84と予想されているが、実際はB80、W57、H84。血液型：AB型。誕生日：6月7日。趣味：智春いじり、ツッコミ。
作者曰く、「幸薄ヒロイン」。
嵩月 奏（たかつき かなで）
声 - 野中藍
本作のもう1人のヒロイン。智春が鳴桜邸に引越した日の晩、彼を襲撃して来た美少女。智春とは同じ1年7組のクラスメイトとなる。ストレートロングの黒髪、容姿端麗・スタイル抜群。成績優秀で頭の回転も早いのだが、しゃべりはトロくてやや天然が入っている。基本的には敬語で話す。威嚇のためによく「うーっ」とうなっている。
実家の家業はヤクザであり、奏はそれを嫌って家を飛び出し、現在親戚の家に滞在中。母親はすでに故人。父にはあまりいい感情を抱いていない。
並み外れた美貌と実家がカタギではないことから対人経験が少なく、性格は大変な人見知りで物怖じが激しい上、話すのも話しかけるのも苦手である。それゆえに初めて気軽に接してくれた智春が救いとなり、恋愛感情を抱くことになる。
高位の悪魔一族である花鳥風月の四名家・嵩月家の令嬢で、自身の血液を2千度以上の紅蓮地獄（パイロクラズム）の業火に変えることができる。懐剣を媒介に繰り出す、全長数十メートルにもなる巨大な炎の剣である一族の護り刀「焔月」と「炎舞」という嵩月家独自の武術を使い、高い戦闘能力を誇る。擬態を解き悪魔の力を行使する際には左目が緑色になる（右目もそのままの色で発光している）。契約者を持たないまま魔力を酷使しているため、異常な早さで非在化が進んでいる。
入学早々、第一生徒会に抹殺されそうになるが朱浬の手引きと智春の助けもあり、彼と共に科學部に入ることで危機を免れた。以降の黒科學の戦いに置いて、智春に危害を加えると判断した相手には、誰であろうと身の危険を顧みず戦う覚悟を持っている。しかしジョニーさん（用語解説・その他を参照）だけは駄目。
巨乳、悪魔、巫女、ネコ耳（低気圧だとそうなってしまうらしい）など、登場キャラ中最も多くの属性を持ち合わせている。そのためか朱浬たちの手により、よくコスプレをさせられている。一巡目の世界に飛ばされた際には変装のために眼鏡ッ娘になったり、樋口の入れ知恵でツンデレにも挑戦したが、元の気が弱いためか失敗した（智春があまりに鈍感であったことも原因の一端だが）。
一巡目の世界に飛ばされた後、智春に告白され両想いになる。次元潜航チェンバー「うずしお」内部で、非在化を回避し塔貴也の野望を止めるため、智春と契約する（契約後は両目とも緑色になる）。また以前よりも圧倒的な魔力を行使できるようになり、戦闘能力がさらに高まった。智春と共に塔貴也の野望を打ち砕いた後、鳴桜邸に引っ越して来た和葉にイクストラクタと同じトランクを渡している。
年齢：15歳。身長：159cm。体重：43kg。スリーサイズ：B95、W58、H86。血液型：？（該当なし）。誕生日：12月17日。趣味：料理、舞踊。
ペルセフォネ
夏目智春と嵩月奏の契約による使い魔。嵩月一族の火蜥蜴（サラマンダー）を模しており、翼竜のような翼も持ち、その姿はドラゴンに近い。自身を巨大な炎に変える力を持つ。
名前はギリシア神話の春の女神であり、冥府の神ハーデースの妻でもあるペルセポネーから。操緒は「ペルペル」と呼んでいる。
アニメ版ではクロエに近い梟の姿で登場する。魔力を高めると巨大化し、口から炎を吐く。

### 洛芦和高校1年7組
実は幽霊憑き（演操者候補）、悪魔といったワケありを中心に、その親友や演操者の妹・オカルトマニアといった「動じない」生徒を配し、悪魔のダンナ（契約者）を担任とした特別隔離クラスである。
大原 杏（おおはら あん）
声 - 豊崎愛生
中学時代からの智春の友人で、智春のバイト先である大原酒店の一人娘。陸上部所属。誰にも分け隔てなく接する明るい性格で、クラスのムードメーカー。病院嫌い。
自身が貧乳なのを少なからず気にしている。操緒とは貧乳の友（本人曰く「貧乳の友は魂の友」とのこと）。酒屋の娘なのだがアルコールに弱く消毒液の臭いで酔いつぶれたことがある。
なぜか頻繁に智春と朱浬が「誤解されかねない状態」にある時に遭遇する。その度に「誤解」し、智春がなだめるのに苦労することになる。
智春に好意を抱いているが、無理に彼の気持ちを自分に向けさせようとはしない。
樋口 琢磨（ひぐち たくま）
声 - 下野紘
智春の中学からの同級生で悪友。基本的に女好きのお調子者。玲士郎ほどはないが容姿は少し二枚目で、学力や運動神経も優秀。
重度のオカルトマニアで、智春同様科學部に入部する。そもそも智春に近づいたのも「幽霊憑き」の噂を耳にしたためである。モテるのだが、その趣味のためフラれやすい。
情報の収集と分析（特にオカルトと女性関連）にかけては実に優秀。それに於ける行動力も含め科學部にとって欠かせない役回りである。画才もある模様。
基本的にはスペックが高く女性にも人気はあるようだが、その折に持ち出す話題がオカルト限定であるため、智春によれば年平均5回近くのペースで失恋している（ただし作中ではそれらしい描写は見られない）という。しかし、佐伯玲子には本気の想いを抱いている模様。そのため、玲子の気持ちが向いている智春を警戒しており、本編第8巻で智春と奏をくっつけようと画策したりする。
洛高生徒の順応性の高さを象徴するようなキャラクターで、使い魔や機巧魔神との直接遭遇こそまだないものの、謎の仮面の「呪い」で酷い目にあったりしても、それほど奇異なこととは認識していないらしい。その時の智春は「どんだけの幸運の星の下に生まれたんだ、この男は」と心の中で言っている。
顧問・市原と共に、科學部内で数少ない悪魔や機巧魔神とは無関係な人物。ただし真実を知らされていないだけで、それ関係の仕事をすでにいろいろとやらされてはいる。
そのことに薄々感づいてはいたが、最終的に朱浬に全て教えられた。教えられなかったことに関しては朱浬の無茶苦茶な言い訳（正体を知られたら動物にされるなど）で納得した。
2年からは科學部部長代理になる。
佐伯 玲子（さえき れいこ）
声 - こやまきみこ
智春の中学校からの同級生で玲士郎の妹。智春には「佐伯妹」、単に「佐伯」とも呼ばれる。ブラコン。Bカップ。45kg。典型的な「委員長」で規律や規則を大事にしてリーダーシップもある。
兄に似てプライドも高い。言い換えれば意地っ張り。普段の立ち振る舞いも兄を除く男子に対しては辛辣で攻撃的。自他共に認める「女子の味方」で、彼女の怒りの矛先は大抵男子生徒に向けられる。中学時代からしょっちゅうアタックをかけている樋口に至っては何度か一撃KOを食らわせたこともある。その振る舞いから百合であると噂され、中学時代は女子に言い寄られ、後輩には敬遠されて辟易したこともある様子。
智春に気があり、その気持ちを智春に知られるのが怖いので、必要以上にキツく当ってしまうと「夏目ともは」につい本音を打ち明けてしまうが、直後にともはの正体に気づき、激怒した（ただし、鈍い智春は彼女が気になっている男子が自分であることに気づいていない）。よって、夏目ともはが智春であることも知っているが、さすがに場合が場合なのでその事実を玲士郎には明かしていない。しかし彼女も自分に向けられる好意には鈍く樋口の気持ちを理解していない。また、知り合いからもらった猫に「ナツメ」と言う名前をつけている。名前の由来は明白であるが、智春はやはり気づかず、猫だけに「夏目漱石」から取ったと思われている。
2年からは第一生徒会副会長を務める。
アニア・フォルチュナ・ソメシェル・ミク・クラウゼンブルヒ
声 - 矢作紗友里
ルーマニア出身で運命確率を操作する能力を持つ「運喰らい（ラック・イーター）」という上位の悪魔。通称「ニア」。金髪碧眼の10歳の天才少女で、機巧魔神の制御系の研究を主とするクラウゼンブルヒ一族の出身。機巧魔神から副葬処女を開放する方法を知っていた。
スタビライザを取り込んだ機巧魔神がいること、日本で行方不明になった姉を捜すことが目的で王立科学狂会からの招集に了承、洛芦和高校に編入してきた。なお第三生徒会、ならびに王立科学狂会の関係者で科學部に出入りしているが、正式な部員ではない。智春と共に鳴桜邸に下宿中。
性格は尊大で我侭。ただし、幼いながらも貴族らしく振るわなければならない中での「子供らしい願望」によるところが大きい。知識はあるものの一般常識に疎く、プライドは高いが運動神経が鈍い上に運も悪くよく転んでいる。そのため自他共に不安なのか塔貴也の機巧偶人をよくお供にしている。
大人になりたい年頃らしく、操緒とは打倒・奏の必要性を確認しあった貧乳仲間（ただし年齢を考えると特別小さいというわけではない）。彼女も立派な悪魔なのでもちろん悪魔契約を可能とするが、そういうことはまだ早いお年頃ということで、それに触れる話題が出てきた場合は智春や奏が必死になってアニアが関ることを止めている（しかし、当初智春に警告しているため知識としては知っていると思われる）。
悪魔の能力の代償として自分で運気（幸運）を作り出すことができないため、人や物から運気をもらっている（本人はこれを「生きるための緊急避難的措置」だと言っている）。物から運気を吸った場合、運気を全て吸い取ると吸い取ったものは粉々になる。人から運気を吸った場合は、吸われた人は一時的に極度の不幸体質となり、様々な不幸な目に遭う。また運気を全て吸った場合、吸われた人を死に至らせてしまう。
塔貴也の裏切りで、智春たちと一巡目の世界に飛ばされるが、彼らよりも五年ほど前の時空に到着。智春と再会した頃には15歳に成長。鳴桜邸に住み、洛芦和高校の科學倶楽部に所属、「洛高の魔女」として畏怖される存在となっていた。成長した姿はクルスティナに似て樋口が興味を抱くほどの絶世の美女となり、以前は気にしていた胸も成長している（ただし操緒と比べるとどちらが勝っているかは明確ではない）。しかし、妹属性持ちの鳳島蹴策は落胆していた。
成長後は運気を吸い取る呪符を相手に貼り付けることではぐれ眷属すら撃退できるほどの戦闘力を身に着けている。
アニメ版では二巡目の世界が救われた後、一巡目の遺物が全て非在化したため、10歳の姿に戻った。
年齢：10歳。身長：130cm。体重：30kg。スリーサイズ：B（レディに聞くな）、W（細い）、H（引き締まっておるわ）（と表記）。誕生日：9月27日。血液型：？（該当無し）。趣味：古文書解読、ゲーム（以上、10歳時のデータ）。

### 科學部・第三生徒会・王立科学狂会関連
黒崎 朱浬（くろさき しゅり）
声 - 田中理恵
引越しの日、夏目直貴の知人として智春に銀色のトランクを渡しに現れた、黒いコート姿に赤い眼鏡をかけたおっとりとした話し方と独特のイントネーションをつける美女。
洛芦和高校2年4組に在籍。科學部部長代理。かなり傍若無人な性格でことあるごとに智春ほか科學部部員を振り回す。
彼女も智春と同じ飛行機で事故に遭い、瀕死の重傷を負った。その後、直貴の手により肉体を機巧化され、「機巧化人間（フェミナ・エクス・マキーナ）」となり一命を取り留める。全身にあらゆる装備を内蔵しているが、本人曰く、顔と胴体は自前らしい。左手にショットガン、右手には切り札である魔弾、その他にもミサイルなど数多の武器、兵器を内蔵し、有事の際には嬉々とした様子でそれらを振り回す。加えてジェットエンジン搭載の個人用飛行ユニットを装備しての飛行も可能（詳細は用語解説・機巧化人間を参照）。
いつも陽気な印象があり、こと智春の恋愛、男女関係に関しては、いつもニヤニヤしながら場を煽る。しかし智春や奏の護衛、アニアの世話をするなど部員想いな面がある。
雪原瑶の前では過去の因縁があるため色々と余裕がなくなる。また彼女の機巧魔神に封じられている妹・黒崎紫浬を救うため、智春と同じく副葬処女を解放する術を探している。
正確にいえば現在の黒崎朱浬は朱浬でもあり紫浬でもある。飛行機事故で重傷を負った彼女たちは一方の臓器を移植することでもう一方しか救えない状態となっていた。瑶は紫浬を白銀の副葬処女にすることで魂のみを延命させようとしたが朱浬がそれを庇い白銀に封印され、紫浬は一命を取り留めたものの昏睡状態のままだった。しかし直貴（一巡目の智春）は智春に黑鐵を与え世界の秘密を伝える伝令役として彼女を選び、朱浬の肉体を改造し紫浬の魂をリンクさせることで彼女を復活させる。つまり現在の黒崎朱浬は「朱浬の肉体を得た紫浬」という状態にあり、紫浬は女優の卵としての演技力で朱浬を演じていた。だが瑶が冬琉に敗北し、白銀も破壊されたことで朱浬の魂は消滅し、肉体も完全に死亡してしまう。だが紫浬の精神は生き残り元の肉体へと戻った。後に朱浬の肉体は機巧偶人として再利用され、最終決戦にも用いられた。
3年からは第三生徒会会長と科學部部長を兼任している（部活は公式には休部状態）。
未成年であるはずだが、第1巻にて飲酒している描写がある。
アニメ版では白銀の副葬処女になる際、精神だけが入れ替わったので「本当の紫浬の肉体」は白銀に封印されている。精神は紫浬であると告白した後、智春の励ましを受け朱浬として生きていくことを決め決戦に挑む。
年齢：16歳。身長：171cm。体重：50kg（武器弾薬など含まず）。スリーサイズ：B87、W57、H83。血液型：B型。誕生日：3月14日。趣味：射撃、映画鑑賞。
橘高 冬琉（きつたか とおる）
声 - 甲斐田裕子
洛高の3年生で、現第三生徒会会長。同じ生徒会長である佐伯兄や六夏でさえ恐れる人物。常識的な理由で非常識な人間を叩き伏せる、通称「人斬り橘高」。
容姿は朱浬や奏ほど飛び抜けてはいないが美人の部類でスタイルもよい。性格も穏和で、一般事務の仕事もきっちりできるやり手の生徒会長なのだが、なぜかいつも鍔のない拵えの野太刀「冬櫻（トウオウ）」を背負っている。常に帯刀している点を除けば作中唯一とさえ言える常識人。ただ昔はタチが悪かったらしく、副葬処女だった姉・秋希を失ったことで性格が変わったそうだ。
元GD、元演操者で、黑鐵の先代の持ち主。紋章はEX-106（強引だが「トオル」と読める）。そのため、安定装置の効果を得た操緒の姿も認識できない。
有事の際は剣術の腕前と抜群の身体能力、元演操者の魔力無効化能力も併せて、機巧魔神の装甲さえも一刀両断する実力を誇る。
現科學部部長の塔貴也とは浅からぬ仲。彼に対しては異常に甘く、普段は冷静であるが彼が絡むと甘い性格になる。
後に塔貴也の目的のため科學部と敵対し、第二生徒会を壊滅させ、瑶の白銀を破壊する。その後鋼の副葬処女となるが、智春に敗れた後、黑鐵・改の能力で無事に救出された。
年齢：17歳。身長：167cm。体重：49kg。スリーサイズ：B83、W56、H82。血液型：AB型。誕生日：3月4日。趣味：素振り・後片付け。
炫 塔貴也（かがやき ときや）
声 - 川田紳司
冬琉の幼馴染で、現科學部部長。部を発足した直貴の後任ということになる。
幼馴染の橘高秋希を失ったことにより半年もの間、科學部を朱浬に任せ、自宅の庭にある特別製のシェルターに引き籠っていたが、彼を説得しに来た智春たちの陽気さに触れ、再び外に出るようになる。しかし学校の取得単位が不足しており、復学したと同時に、市原の下、部室で補習漬けの日々を送っている。
機巧師（きこうし）という黒科学のテクノロジーを利用した装置を設計する技術者で、朱浬の飛行ユニットや専用火器を設計したほか機巧偶人を開発するなど、科學部の活動の援助を行う。しかし前述の通り本人は補習を受けているため、ブサイクなコアラのぬいぐるみ型の機巧偶人（ガジェット）に意識を乗りらせ行動している。
後に秋希を生き返らせようという自らの目的のため智春たちと敵対。氷羽子と契約し、直貴から鋼を奪取し、魔神相剋者となる。その力で神を破壊し、その後三巡目の世界を創り出そうと試みるも、智春たちの前に敗れ去った。
アニメ版では機巧偶人の姿で初登場。トラブルを引き起こし、智春を次々に罠にはめていた。アニアには好かれており、前半はよく行動を共にしていた。また秋希の存命中はGDの司令官をしていた。原作とは異なり、喜怒哀楽が面に出る様子がとても多い。
市原（いちはら）
洛高の化学教師。科學部顧問。
20代後半。ヘビースモーカー。身だしなみに気を使わないタイプ。
夏目直貴や黒崎朱浬に散々付き合わされているため、滅多なことでは物事に動じない。また、そのおかげで「妙な特技」が多いとのことで、船舶免許まで所持している。炫塔貴也の補習にも付き合わされたりと科學部関連では苦労が絶えない。少なからず謎の多そうな人物であるが悪魔や機巧魔神についてどう認識しているかは不明。
アニメでは登場しない。
夏目 直貴（なつめ なおたか）
声 - 入野自由
夏目智春の5歳年上の兄で、今の洛芦和高校科科學部の創設者。物語開始時点では海外留学中。
智春が小学生の頃から新聞やテレビで騒がれていた天才少年で、現在も数々の論文や特許を取得するなどしており、いろんな企業からも技術顧問として招かれたりしているらしく、智春はそんな彼にコンプレックスを持っていたようである。
世間では天才と言われつつも、智春にとっては傍若無人で傍迷惑な兄貴であり、彼が弟に与えた苦難は数知れない。
王立科学狂会をバックにつけて世界各国を転々としている。各所で彼の名前を知る様々な人物や悪魔が登場しているにもかかわらず、智春側からは所在地が全く分からず連絡の取りようがない。智春には「バカ兄貴」「クソ兄貴」と言われていたが、面と向かったときは「直兄」、操緒からは「ナオくん」と呼ばれている。
朱浬の改造、黑鐵の手配、アニアの留学など、何かと暗躍していることは序盤から語られてきたが、表舞台にはなかなか姿を現さなかった。
その正体は、鋼の演操者であり、その能力で二巡目世界に現れた一巡目世界の「夏目智春」。本来彼が二巡目の世界に現れるためには智春を上書きして乗っ取るはずだったが、彼が現れる直前に智春は飛行機事故で死亡していたためそれに失敗、彼が鋼の力で智春の肉体を蘇生したことで一つの世界に2人の「夏目智春」が存在することとなった。ゆえに彼は悪魔化し、演操者でありながら悪魔という存在としての矛盾により特殊な非在化の影響を受け続ける。そうした苦難のために顔つきは非常に鋭いものとなっており、智春とは雰囲気がかなり違う。
一巡目の世界の遺産として残る超弦重力炉を破壊するため行動していたが、塔貴也に不意を突かれ殺された。
その後原作では、一巡目の世界に行った智春の夢の中に「残留思念」という形で現れ、智春に警句を与えた（直貴曰く「同一人物のよしみ」とのこと）後で完全に消滅した。
悪魔化により得た能力は「認識操作」。これにより他人の記憶に自身の存在を捏造し、夏目直貴としての身分を確かなものとしていた。なお、二巡目の世界における本物の夏目直貴は、智春が操緒に会う前（小学校入学以前）に父親と共に亡くなっている。また、5歳という年齢差は、一巡目から来た夏目智春との年齢差であり本物の直貴との年齢差もはっきりとしていない。
年齢21歳。身長173cm。体重61kg。血液型：O型。誕生日5月9日（以上アニメ版の設定）。

### 第一生徒会・神聖防衛隊
佐伯 玲士郎（さえき れいしろう）
声 - 森久保祥太郎
洛高第一生徒会会長で機巧魔神「翡翠」の演操者。常に気品のある微笑みを浮かべている、眉目秀麗という言葉がぴったりの二枚目。朱浬と同じ2年4組に在籍（このクラスは、真日和の言うところの「特殊管理クラス」であると思われる）。玲子の兄。智春は「佐伯兄」「佐伯会長」と呼ぶ。智春に「二巡目の世界」について伝えたのも彼である。
己の「生徒会長」と言う立場と義務感については常に真剣である。かなりの自信家で誇り高く、常にリーダーシップをとっていることもあって融通の効かない性格をしている。反面そこが弱点でもあり、感情面では時に人よりも激しくなる。得意の澄ました笑顔もそこで1度ボロが出ると取り繕うのはむずかしい。
本来、生徒会長の任には3年生が当たるが、前任者の雪原遙がGDに引き抜かれた後を受けて就任した。
任務のためとはいえ、神聖防衛隊の体格のいい男子達を多く引き連れ行動しているので、智春には妹同様にそっちの気があるのではないのかと、たびたび毒づかれている。「白」に対して異常なこだわりを持ち、自身も純白の改造制服を纏い、哀音の衣装も彼の趣味が大きい。
危険にさらされた生徒たちを助けるために、機巧魔神の力の酷使で、哀音を失い元演操者となる。紋章はEX-046（レイシロウと読める）で、手の甲にある。その後も、犠牲となった哀音のために神聖防衛隊で働き続ける。元演操者となった後は、原作ではサーベルを使用しているが、アニメ版では二丁拳銃を使用。
3年に進級しても第一生徒会会長を続けている。
叔母により無理矢理にさせられたお見合いの席で、替え玉として女装した智春である夏目ともはに一目惚れしてしまう。
作中で佐伯会長または佐伯兄と呼ばれることが多いためか、稀に礼士郎、怜士郎などと誤植されることがある。
年齢：17歳。身長：176cm。体重：62kg。血液型：A型。誕生日：4月6日。趣味：料理・紅茶。
志津間 哀音（しづま あいね）
声 - 佐藤聡美
「翡翠」の副葬処女。佐伯兄妹の従姉妹で、幼馴染。
作中の5年前に起きた悪魔崇拝者との抗争の折、他者の命を救うために副葬処女となる（アニメでは設定が少し違うもののこの描写を詳しく描いている）。初登場時には、もうかなりの魂・感情を削り取られていたらしく、表情の変化があまりない静かな少女であった。ただ玲子によれば、「副葬処女」化する前はとても活発な少女で、玲士郎のことが大好きだったらしい。
記憶力や計算能力に優れ、玲士郎の秘書的役割を果たしていた。
常時白い衣服を着ている。豪奢で品高い装飾をあしらった服は玲士郎の好みである。
7巻にて、加賀篝の企みによって危険にさらされた生徒たちを助けるために、自らの魂を使い果たし消滅する。生来の性格が操緒と似ていたために、彼女の消滅は智春に黑鐡を使うことをより躊躇わせるようになった。
年齢：16歳（推定）身長：141cm。体重：0kg（本体は推定38kgくらい）。スリーサイズ：B72、W55、H80。誕生日：1月7日。血液型：O型。趣味：珠算、紅茶。

### 第二生徒会・巡礼者商連合
倉澤 六夏（くらさわ りっか）
声 - 喜多村英梨
第二生徒会会長にて機巧魔神「翠晶」の演操者。洛高3年生で遥、冬琉とはクラスメイト。自己中心的でキレやすく性格に少なからぬ問題あり。普段は三つ編みメガネで偽装しているが、素顔は悪人面ではあるが美人の部類。
重度の守銭奴で、「時は金なり（タイム・イズ・マネー）」の意味を「お金は時間すら支配する」という意味で捉えている（どこまで本気かは不明）。ファミレスでバイトもしているが、キャバクラ嬢まがいの接客までするなど、金を稼ぐためには手段を選ばない。
性格が似ている朱浬とは仲が悪いようで、ことあるたびに「老け顔」「改造美人」「一人機甲師団」と悪口を叩いている。
とんでもない甘党で、あんドーナツなら1日20個はいける、という。愛用の飲み物はバナナ牛乳砂糖増量。精神安定剤代わりにしているとの説も。
演操者に負担がかかる召還を同日に複数行うことができ、機巧魔神の一部のみの召還を可能とするなど演操者としての技量も優秀。太股に括り付けたホルスターで持ち歩いている二丁拳銃を使いこなし、演操者であることを差し引いてもその戦闘力は非常に高い。
卒業後もファミレスでバイトしているようである。
アニメ版では冬琉の襲撃によって左目の視力を失ってしまう。
年齢：17歳。身長：163cm。体重：50kg。スリーサイズ：B85、W58、H85。血液型：B型。誕生日：6月19日。趣味：金勘定・スイーツバイキングで元を取る。
姫笹（ひめざさ）
声 - 高梁碧
「翠晶」の副葬処女。六夏の親友。重病を患っており、死を回避するために副葬処女となった。
哀音と同様、情報の収集・分析能力に優れ、六夏の秘書役を務めている。
アニメ版では重病を背負いながらも人として生きる道を選び、操緒と共に翠晶から開放される。
真日和 秀（まひわ しゅう）
声 - 間島淳司
洛高第二生徒会会計。1年9組在籍。多忙な生徒会活動（主に六夏のパシリ）のせいで留年しており（洛高では留年する者が比較的多い）、佐伯兄や朱理と同い年である。語尾に「ッス」をつける癖がある。
智春を襲撃した直後に共闘したり、試験範囲のノートを交換条件として簡単に仕事の依頼にOKを出したりとつかみどころのない飄々とした性格。基本的に悪人ではないが、第二生徒会の一員として利益を一番に考えて行動する。仕事には殺人人形（ウィジェット）を好んで使っているがよく壊されてしまう。会長である六夏の命令には逆らえない。
四名家のひとつ、風斎一族の悪魔である美里亜と契約し、戦闘力の高い「使い魔」の風獣ヴィヴィアンを使役する。彼女の前では格好を付けたいらしく、学校での自分の振舞いを誇張して伝えている。
第二生徒会の仕事でよく智春たちの関わる事件のことを知っていたりするが、脅しなどでただ同然で情報を引き出されたり、使いっ走りにされることが多々ある。
非在化が進行する美里亜を救うため塔貴也の計画に加担するが、最終的に六夏に成敗される。この事件が原因か定かではないが、出席日数が足りなくなり再び留年。和葉達と同じクラスに在籍することとなる。
アニメ版では加担せず、逆に六夏と共に塔貴也と対立する。また、美里亜が登場しないので契約者が誰かも不明。
年齢：16歳。身長：174cm。体重：61kg。血液型：O型。誕生日：9月28日。趣味：領収書の整理・清算。
沙原 ひかり（さはら ひかり）
洛高の2年生で六夏の友人（下僕とも）。校内美化委員会委員長。小動物属性で、智春は「垂れ耳（ロップイヤー）ウサギ」と形容する。
小柄で、童顔、幼児体型である上に、性格も気弱なのであまり先輩に見えない。モテるのだが気弱な性格から彼氏も契約者も未だいない。そのため六夏によって半ば無理矢理に智春とくっつけられそうになるが、その後、本当に彼に対して好意を持ったようである。
下位の悪魔で瞬間移動能力を持っている。第一生徒会に殺されかかったところを六夏や真日和に救われたらしい。
瞬間移動能力の発動時の呪文は「ふぁすたー・ざん・ざ・すぴーど・おぶ・らいと（faster than the speed of light）」。意味は「光よりも速く」。
なお、初登場時は自身と周辺の数人を移動させることはできても、「無機物だけを飛ばす」ことができなかった。その後、地面を構成する土砂を抉り取って飛ばしたり、建設重機を飛ばしたりするなど、能力に成長が見られる。
六夏と同じファミレスでバイトしている。
前述のような性格で、どちらかというと天然系だが意外に鋭いところがあり、智春の女装を見破った数少ない人物でもある。六夏に対しては「猛獣使い」の如きポジションにあるとも言われている。
六夏が卒業した後は第二生徒会長になったが、気弱な性格が災いし、入学式挨拶の前からガチガチに緊張していた。
アニメ版では登場しない。
風斎 美里亜（かざとき みりあ）
花鳥風月の四名家の1つ、風使い・風斎家の雌型悪魔。
元第二生徒会風紀委員長で真日和の契約悪魔。四名家であるため戦闘力が高く、在学中に大悪魔の抗争を幾度となく止めており、奏の入学許可が下りたのも彼女の前例があったからだという。現在はその反動で非在化が進み入院中である。
契約者である真日和を「シュウちゃん」と呼ぶ。
幼い頃に悪魔の交流で一度奏と会っている。
アニメ版では登場しない。
ヴィヴィアン
声 - 高橋研二
真日和と風斎美里亜の契約による使い魔。風獣。鎌鼬（カマイタチ）を模している。魚肉ソーセージ（カマボコとの表記もあり）と酒（カルーア）が好物。大型犬に似ているが、犬と呼ばれると怒る。

### GD（ガーディアン・ドラグーン）
雪原 瑶（すすぎはら よう）
声 - 石塚さより
関東学生連盟の武装生徒指導員の一員で、最強とも言われる機巧魔神「白銀」の演操者。洛高の3年生で前第一生徒会会長。
隙無くシャープに整った秀麗な容姿は一見すれば美少年と見紛うが、れっきとした女性である。挙動はいちいち恰好良く様になっており、女生徒に非常にモテる。普段着も制服も男物。智春は心の中でヅカ王子と呼んでおり、華島由璃子は実際にそう呼ぶ。冬琉、六夏とはクラスメイトで親友であり、冬琉からは剣術を教わっている。
朱浬とは中学時代からの先輩・後輩の関係にあり、そこからできた深い因縁が存在する。
冬琉との戦闘で白銀を破壊され、元演奏者となる。紋章は左手首から二の腕にかけて刻まれている（アニメ版では胸元にあり、EX-040（ヨウと読める））。
アニメ版では機巧護衛機に父を殺された後、黒崎姉妹と共に航空機墜落事故に巻き込まれ、その際に演操者になったという設定になっている。
瑶は「紫浬」を副葬処女として封印したつもりらしいが、実際に封印されたのは「朱浬」であり、しかも瑶本人はそのことに気づいていない（アニメ版では真実を知る）。元演奏者となった後は冬琉へのリベンジのため、冬櫻を使用する。
黒崎 紫浬（くろさき ゆかり）
声 - 田中理恵
白銀の副葬処女で、朱浬の双子の妹。顔は瓜二つだが、姉よりも髪は長め。
姉妹ともに3年前の飛行機事故に遭遇し、朱浬と同様に身体に深いダメージを負う。事故後、瑶が紫浬として救おうとした彼女が副葬処女に選ばれた。
本人は3年前の時点で女優として活動しており、その天才的な演技力を高く評価されていた。
朱浬が記憶喪失になった際に、自分の名前と主張したが、その時の彼女は智春が憧れていた優しいお姉さんだった。
彼女の肉体はすでに無く副葬処女としては魂だけが封印されていたため、瑶は彼女を生き返らせることを諦めている。対して、彼女を何としてでも生き返らせようとする朱浬は彼女の魂をできるだけすり減らさせないためにGDの仕事を肩代わりしていた。
冬琉によって白銀が破壊されると共に消滅するが、後に彼女が本物の朱浬であったことが判明する。
千代原 はる奈（ちよはら はるな）
声 - 高木礼子
GDの一員で、機巧魔神「亜鉛華」の演操者。はんなりとした京都弁を使う。朱浬曰く「マロ眉」。作中で魔神相剋者（アスラクライン）という言葉を最初に発したのは彼女。
塔貴也の反乱の際はGDの意向から、塔貴也に協力し、智春たちと敵対するが表向き従っていただけで、塔貴也の目が離れるとあっさり瓦解。後を智春たちに託した。
アニメ版では塔貴也と敵対するが、その際に重傷を負い、最終決戦には参戦できなかった。
里見 恭武（さとみ きょうむ）
声 - 藤田圭宣
GDの一員で機巧魔神「蒼鉛」の演操者。自分より弱いものを虐げて悦に入るタイプの人間で、手柄を得るために邪魔になった者達を抹殺しようとするなど、指導員でありながら、その越権行為も平気で行う。マザコンの噂がある。その性格のせいか、瑶やはる奈からよくいじられている。
副葬処女になった少女に対しては、他の演操者と異なり特に執着はないようである。
この他にもはる奈や里見の副葬処女がいるが、詳細は不明。

### その他の悪魔や契約者、演操者、副葬処女
柱谷 圭一郎（はしらたに けいいちろう）
声 - 興津和幸
1年7組担任。フルネームは第2巻口絵より。趣味は骨董品の収集。旧家の子息らしく、自宅はちょっとした屋敷である。押しの弱い優男であるが女子からの人気も高い。「たにやん」の愛称を持っている。ただし妻の由璃子は第4巻で「かっちゃん」と呼んでいた。
由璃子の夫、すなわち契約者で、第2巻の事件以降は使い魔「キャメロン」を従えている。
アニメ版では由璃子が登場しないのでただの一般人として登場する。
華島〈柱谷〉由璃子（かしま/はしらたに ゆりこ）
花鳥風月の四名家の1つ、雷使い・華島家の雌型悪魔。自分の血液から雷華（らいか）という雷の鞭を武器として操る。
柱谷圭一郎の妻にして契約悪魔。幼い頃、一族の後継ぎ問題で柱谷家に養女に出された。夫の圭一朗とは教師と教え子、義理の兄妹という関係にあった。
アニアの姉、クルスティナとは同級生で友人。悪魔同士、一般人には話せないことを話せる気の休まる相手だったようだ。
後に和解したが、柱谷教諭とは半年の間夫婦喧嘩をして別居状態だった。
趣味は陶芸。普段は気さくなお姉さんだが、興奮すると元ヤンキーの血が騒ぐのか言動が非常に乱暴になる。スクーターで暴走して事故を起こすことも度々で、智春を巻き込んだこともある。巨乳好きで鑑定眼にも優れ、奏や冬琉にセクハラする。彼女のキャメロンへの「しつけ」は近所の主婦の名物となっている。
アニメ版では登場しない。
キャメロン
柱谷教諭と由璃子の契約による使い魔。華島一族の雷獣。由璃子と圭一郎の別居中、二人の愛情が足りていなかったため幼体であった。その姿は龍のような巨大な爬虫類であり、科學部の面々から「ドビュッシー」と呼ばれた。成獣後は鵺を模したものとなったが、顔はアライグマそっくりで、愛らしい大型タヌキといった姿となっている。親の影響か巨乳好き（D以上）。が、成獣になっても巨乳好きは変わらない。夫婦喧嘩が起こるたびに柱谷教諭に学校に連れてこられ、たびたび騒動を引き起こしている。
アニメ版では登場しないため、ドビュッシーの正体はヴィヴィアンという設定になっている。

加賀篝 隆也（かがかがり たかや）
声 - 中井和哉
機巧魔神「薔薇輝」の演操者にして悪魔・クルスティナとの契約者でもある魔神相剋者。本職は世界的に有名なギタリスト。基本的には被害を抑えた穏当な手段を取るが、より根本では副葬処女である琴里を解放するためには手段を選ばず、いかなる犠牲も厭わない。
クルスティナに対して、愛情を失っており（と言っても、これは彼自身が原因というより契約者と契約悪魔の代償のためという方が正しい）、クルスティナは非在化が進んでいる。
副葬処女分離器、点火装置などを巡り智春達と何度も熾烈な戦いを繰り広げ、その度に魔神相剋者の力で智春達を翻弄し続ける。しかし対立はあっても「同じものを求める」同士として、智春は複雑な感情を抱いている。
暮見崎で琴里を解放する手がかりとなるトランクケース（鋼のイクストラクタ）を手に入れるが、独断で動いていた里見の奇襲を受ける。魔神相剋者の能力で当初は学生連盟の量産機を圧倒するが、アニアを人質に取られ攻撃を躊躇、その隙を突かれて薔薇輝が大破し、アニアを救うためにクルスティナが非在化で消滅し、琴里も薔薇輝が大きな損傷を受けていたために消滅していた。
愛した女性を二人共失った彼は智春とアニアにクルスティナの研究データの入ったディスクを渡した後、本職へ戻ると言い残して姿を消した。以後、名前のみ頻繁に出ていた。
新屋敷 琴里（あらやしき ことり）
声 - 日笠陽子
薔薇輝の副葬処女。文学少女がそのまま成長したような美女。2年前に洛高に教育実習生として訪れたことがあるとされている。副葬処女になった経緯や経歴は不明。
学生連盟との戦闘で薔薇輝が破壊されたことで消滅してしまう。
アニメ版ではクルスティナを救うために副葬処女になった設定があり、加賀篝に愛してくれたことを感謝し、加賀篝の意思を無視して蒼鉛に最後の一撃を放って消滅する。
クルスティナ・フォルチュナ・ソメシェル・ミク・クラウゼンブルヒ
声 - 大原さやか
アニアの姉で、加賀篝隆也の契約悪魔。2年前に交換留学生として洛高に在学していたとされている。容姿はアニアをそのまま成長させたような麗人。口調も似ている。
加賀篝からは「クリシィ」と呼ばれていて彼を愛している。彼を邪魔するならば妹であっても許さないと言い放つほどの覚悟を示す。学生連盟に人質にされたアニアを救うために能力を使ったために消滅してしまう。
アニメ版では標準的な女性の口調で、原作、アニメ共に非在化と悪魔の魔力について智春に打ち明け、加賀篝との時間は幸せであったことを告白した。
イングリッド
加賀篝とクルスティナの契約による使い魔。不定形獣（スライム）。人間の女性や黒豹、翼竜などの生物のみならず、マントやドレスなどの無機物にも擬態できる。軟体化してわずかな隙間にも潜り込むことができ、触手と化して敵を攻撃する。契約者が魔神相剋者であるため、通常より強力である。クルスティナの消滅に伴い消えてしまう。
アニメ版ではクルスティナが消滅する直前に蒼鉛に貫かれた。

鳳島 蹴策（とりしま しゅうさく）
花鳥風月の四名家の1つ、鳳島一族の雄型悪魔。氷の鳥の姿の魔精霊（サノバ・ジン）を操る。中途退学の元洛芦和高校生で朱浬や佐伯兄とも同じクラスだった。ゴシックパンクファッションを好み、いろんなバカ呼ばわりされるが戦闘能力は非常に高い。加賀篝の協力者として智春達の前に立ちふさがった。
「妹」というものをこよなく愛する極度のシスコン。エロい体型の妹はお呼びではなく、未熟な果実が好きだというのが本人の弁。現在はアニアを「妹」として愛でている（が、当のアニアは非常に鬱陶しく思っている）。一巡目の世界から戻り、成長したアニアを見て絶望していた。
朱理には、なにかとミサイルやライフルなどをブっ放されることが多く（ほとんど自業自得ではあるのだが）、かなり敵視している。
氷羽子の実兄であるのだが、魔力の過剰使用により彼女の記憶を失っており、「記憶に無い」と言い張り、妹とは認めていない。そのことを考えると理想の妹について呟きながら頭痛にでも耐えるかのような様子で頭を抱える。なお、彼の「妹」への執着の理由は、魔力の過度の使用により失った本当の妹=氷羽子に関する記憶を埋め合わせるためのものである。
アニメ版では登場しない。
鳳島 氷羽子（とりしま ひわこ）
声 - 高梁碧
洛高1年9組の生徒。奏と同等の美少女で、その美貌と冷酷冷淡な氷の如き性格から洛高での二つ名は「氷姫」。杏とは入試で面識がある。
花鳥風月の四名家の1つ、氷使い・鳳島一族本家の跡取り娘で鳳島蹴策の妹で兄と同じような服装を好む。その戦闘力は高く、氷結地獄（クライオクラズム）の凍気を操り、氷鳳（ヒョウオウ）と言う氷の薙刀を武器として用いる（このデザインは原作とアニメ版で変わっている）。氷の不死鳥の姿の使い魔・シャーリーズを従えている。契約者を持つため、悪魔としての力は奏を上回る。
蹴策には「あんな冷たい女は妹なんかじゃない」などと言われているが……。
炫塔貴也の契約悪魔。しかし塔貴也との関係は浅いものなので、彼を「我が主」と呼び、少ない彼との接点を大切にしようとしている。蹴策が魔力の酷使によって自分を忘れてしまったことを憂い、塔貴也の三巡目の世界をやり直す計画に賛同し契約をした。
アニメ版では、悪魔という存在について知るという理由で塔貴也の計画に賛同したという設定になっている。最終対決後、科學部に入部する。
身長：164cm。体重：45kg。誕生日：7月11日。血液型：不明（該当無し）。趣味：薙刀、音楽鑑賞。
シャーリーズ
炫塔貴也と鳳島氷羽子の契約による使い魔。鳳島一族の氷獣。不死鳥（フェニックス）を模している。翼から人間大の氷柱を射出するほか周囲を一瞬で凍結させるほどのブレスを吐く。

### 夏目家（現、苑宮家）親族
苑宮 和葉（そのみや かずは）
主人公の実母が再婚した現父方の実娘で智春の義妹となる。射影体を認識できる（本人曰く、祖母の遺伝）数少ない一般人。14巻ではもう一人の主人公。
実は数年前に偶然出会った智春に助けられたことがあり、その一件から彼に恋心を抱いていたのだが、智春の方はそのことを覚えていなかったようである（正確には、このとき和葉が出会った智春は"神"を破壊後、過去へ飛んだ後の智春であり、その時点では智春（過去に本来存在する智春）はまだ和葉と会ったことがなかったため、和葉のことを知らない）。智春と食事会で2人になった際に緊張のために話せなかったことを、智春が誤解してしまったことが、彼が1人暮らしを始める原因となった。
智春と接触するときは、なぜか智春と親しい女性が智春と一緒にいることがほとんどで、途端に智春への態度が冷淡になってしまうため、智春には未だ嫌われていると思い込まれている。
射影体らしき少女を引き連れているようで、洛高入学前日に彼女が奏から謎のトランク（継ぎ目のないトランクではあるが、イクストラクタであるか否かは不明である）を受け取るところで本編は一区切りしている。
義兄と同じく不幸体質であり、その都度よく「うう……」と呻いている。入学式に壮大に遅刻し、悪魔とその関連人物達に色々と振り回された後、ようやく兄が所属していた科學部にたどり着く。そして、智春と操緒をこの世界に戻す作戦会議を始めるところでこの話は終わっている。
アニメ版では登場しない。
苑宮 咲華（そのみや さいか）
和葉が「もう一人の人格」と呼ぶ、射影体と思しき少女。
その正体は、一巡目の世界における和葉の双子の姉で機巧魔神・玻璃珠の演操者。しかし二巡目の世界で彼女は誕生せず、魂だけが和葉の肉体に宿る形になった。つまり射影体ではない、"本物の幽霊"。二巡目の世界で生まれてこなかった代償として一巡目の記憶を受け継いでいるため、悪魔や機巧魔神に関する知識は豊富。

苑宮 久沙子（そのみや ひさこ）
旧姓夏目。智春の実母。智春が幼い頃に夫を亡くしており、女手一つで直貴と智春の2人を育てた（ことになる）。第1巻以外に登場が無く、名前はアスラクライン・Pで登場。職業は看護師。息子（たち）の奇行にも我関せずの大人物（すでに慣れてしまっているだけなのかも知れないが）。

### 嵩月家関係者
社長
声 - 津田英三
奏の父親。かつ近辺を締める広域指定悪魔結社「嵩月組」の社長。要はヤクザのトップ。
頬に傷を持ち、顔が厳つい、いかにもカタギには見えない人物で、実際ヒットマンの襲撃を返り討ちにしたりしている。
実は親バカと言えるレベルで一人娘・奏を溺愛しており、奏の成長アルバムを懐に仕舞って持ち歩いていたり、奏が暮らす庵を張っていたりする。
その他にも奏の嫌う家業の力を彼女のために使いたがるが、もともと奏はその家業が嫌で下宿をしているのでそれをする度に余計親子仲はこじれるという、焼きたい世話を焼けない悪循環状態に陥っている。
奏の慕う智春に対しては当初良く思っていなかったようだが、（もともと智春のこととなると過敏に反応する奏のこともあって）ある一件以降は「婿殿」と呼ぶほど好感度が上がっているようだ。
魔力の酷使で妻（＝奏の母親）の記憶を失っており、奏はその父を見るのが辛い、というのが別居のもう一つにして最大の理由になっている。
潮泉 太秦（しおいずみ うずまさ）
声 - 石住昭彦
奏の母方の祖父にあたり、鳴桜邸の大家。渦巻き好き（律都曰く「いつもぐるぐるしている」）。
本作でもかなり変わり者の老人。黒科學関係の造詣にも深く機巧魔神を修理することができる。自宅では山の中腹に小さな山小屋を造りそこで暮らしている。
一巡目の超弦重力炉実験で二巡目の世界に飛ばされて来た。また、二巡目の世界に隠されていた超弦重力炉に厳重な封印も施したのだが、封印を解く方法は知らなかった（単にボケて忘れてしまった可能性あり）。
潮泉 律都（しおいずみ りつ）
声 - 日笠陽子
奏の従姉妹。黒科學に精通していて即興で解熱剤を作ったり、破損した朱浬の右腕を修理するなど、芸が細かい。
体術においては奏以上であり、智春と杏を相手に稽古をした際には人差し指だけで智春を遥か後方へ吹き飛ばすという寸頸のような技を披露している。
最強クラスの魔力を持つ悪魔であり、能力は別の時空間に存在する自分と感覚と思考の一部を共有する「意識共有」。そのため一巡目の世界の潮泉律都 と同一人物と言える。
アニメ版では上記の設定は存在せず、悪魔ではない。
八伎（やぎ）
声 - 高橋研二
嵩月組若頭で悪魔の1人。顔の左側に大きな傷痕が残る。料理がうまい。やたら智春のことを買っていて、嵩月組総出で行っていた悪魔狩りからの奏の護衛を、あっさり智春に任せるほど智春を信頼しており、組員の割には非常に丁寧に接している。
嵩月祖母
奏の父方の祖母。名前は不明。嵩月流炎舞の総師範であり奏の師匠で、彼女でも勝てない。誤解から、奏の教育に失敗したと思い込み、再教育のために転校させようとしたが、「喧嘩で一度も負けたことがない」という操緒の敵ではなかった。
その後、色々と女性としての魅力に欠ける操緒に女性としての"教育"（＝とてつもなく長い説教）を施す。

### その他のキャラクター
大原・父
杏の父親。大原酒店の店長で智春の雇い主。190cm以上の巨体で近隣の不良から恐れられている。奏の父同様に娘が大事で、親バカな一面がある。
大原 桜子（おおはら さくらこ）
杏の母親。第1巻から登場しているが第6巻でようやく名前が判明した。35歳。娘と並ぶと姉妹に見えるほど若々しい。智春が「母」と言う言葉から真っ先に連想するのが実母ではなく彼女だという。
吉田（よしだ）
智春の中学時代からの先輩で陸上部所属。ハンマー投げの選手で理想的とも言えるアンコ型の体型をしている。朱浬のことを病的に恐れていて話に出ただけで逃げ出してしまうほど。後に友原菜津美（ともはらなつみ）という恋人が出来る。彼女が玲士郎の見合い相手だったため、お見合いを妨害する行動に出るほど愛している。
奥沼（おくぬま）
佐伯家に仕える執事。当初は勘違いと買い被りから智春を襲撃した。物腰は柔らかいのだが、マフィアっぽい見た目のせいで威圧感が倍増している。
滝原（たきはら）
洛高の養護教諭。実年齢不明だが見た目が若く、男子に人気がある。非常識な出来事が多い洛高は怪我人が絶えないためか、生徒への治療はぞんざい。
志津間 霧絵（しづま きりえ）
声 - 北西純子
志津間哀音の母親で、佐伯兄妹の叔母。昔の哀音に似ていた操緒に彼女が幸せなことを聞き安堵する。
水無神 環緒（みなかみ たまお）
操緒の5歳年上の姉。顔立ち、性格ともに操緒と良く似ている。2年前に英国在住の両親の許を離れて単身帰国し、現在は周央女子大に在籍中。
その正体は一巡目の世界で非在化を起こしそれを修復するために二巡目の世界に来た「水無神操緒」。詳しくは、一巡目の世界の水無神操緒に記載。
橘高 秋希（きつたか あき）
橘高冬琉の同学年の姉。先代の「黒鐵」の副葬処女として、すでに魂を使い果たして消滅しており、名前のみ登場。
アニメ版では消滅の因子が強すぎるために、二巡目以降の世界では例外なく消滅する運命にある。
市ノ瀬 喬香（いちのせ きょうか）
和葉の中学時代からの親友。ロングヘアを左右で結び、スタイルがいい。
しっかり者で面倒見がよく、和葉が鳴桜邸に引っ越す際に手伝いに来ている。

### 「一巡目の世界」におけるキャラクター
「二巡目の世界」とは置かれている状況が（年齢以外の原因で）大きく異なっており、こちらの世界にしか登場しない人物も存在する。アニメ版での担当声優は同じであるので記載を省略。
大原 杏
洛芦和高校の2年生で陸上部に所属。一巡目の世界の智春と二巡目世界の智春の違いを見抜く。
アニメ版では違いに気付くことはなく、一巡目の智春に好意を寄せるだけの少女となっている。
倉澤 六夏
洛芦和高校の卒業生。教会を改築した尼僧カフェなる怪しい店のオーナーをしている（姫笹の治療費を稼いでいたときの反動と思われる）。その売り上げを現在でも色々な医療機関に寄付していて感謝状が贈られている。
二巡目の六夏が朱浬のように姫笹を生き返らせることもなければ玲士郞のように犠牲として割り切っていないのは、翠晶の副葬処女にすることで病気で死ぬはずであった姫笹を生きながらえさせることができたからと智春は推測している。
姫笹
六夏の親友だったがすでに故人。よく似た容姿の妹（声：高梁碧）が六夏の店で働いている。
橘高 秋希
声 - 平田宏美
ペットのフクロウ「クロガネ」をいつも連れている洛芦和高校の卒業生。
パンクな髪型と服装である上、さも当然のように刀を持ち歩きフクロウまで引き連れているため、非常に目立つ。時代小説が好きでしゃべり方も男勝りである。智春や冬琉など気に入っている人間をからかう癖がある。
四季櫻流橘高道場の娘であり「秋楓（シュウフウ）」、「秋楓・紅（シュウフウ・クレナイ）」という刀を使う二刀流。拳銃を構えた集団はおろか、はぐれ眷属（ロスト・チャイルド）さえも一方的に斬り刻むほどに高い戦闘力を有する一般人。捨て犬に捨て猫にカラス、果てはニシキヘビや危機に陥っていた人間まで何でも拾ってくる悪癖を持ち、妹の冬琉にはそのたびに怒られている。
幼馴染で隣人の塔貴也の世話を焼いており、冬琉曰く彼を甘やかしているそうだ。
橘高 冬琉
橘高秋希の同学年の妹。洛芦和高校の卒業生で前生徒会長。現在は女子大生。二巡目の世界と同様、生真面目な苦労人で冬櫻や片手用の短槍を自在に振り回し姉と同じくらいに強い。
秋希と一緒で塔貴也と幼馴染であるのだが、姉と非常に仲良くする彼の様子には寂しげな表情を見せる。塔貴也の関係する事柄については秋希よりも詳しい。
智春の頼みで彼に剣術を仕込むが、彼女自身の技ではなく秋希の技を教えている。
炫 塔貴也
秋希や冬琉の幼馴染で洛芦和高校科學倶楽部の先代部長。非常に爽やかな見た目の好青年。そのため智春は違和感を抱いている。
大学生ではあるが、学校にはほとんど行かずプレハブ小屋からネットワーク経由でバイト先の企業や研究室に入り浸っている。
智春たちに二巡目の世界の自分の所業を聞き、一応は謝罪しているが、共感はできるとして実際にはまったく悪いと思っていない。
佐伯 玲子
洛芦和高校の2年生で風紀委員。十字稜で二巡目の智春が見た一巡目の記憶では、樋口に気があったような素振りをする。
樋口 琢磨
洛芦和高校の2年生で科學倶楽部の部長。漆黒のマントコートを羽織り、UMA予報機というゴーグルを装着しているため見た目はかなり怪しい。
一巡目の世界や二巡目の世界の事情も聞き及んでいるらしく、有能でもあるためアニアの信頼も厚い人物。ツンデレが好みらしく、二巡目の世界同様玲子に気があるらしい。
アニメ版では原作12巻の設定ではなく、5巻の洛芦和の記憶の設定で登場する。
志津間 哀音
洛芦和高校の生徒。家庭科部に所属する小柄ながらも快活な少女。
暴走する冷凍マグロに跨り、鳳島蹴策や二巡目世界の智春を撥ね飛ばした。
佐伯 玲士郎
洛芦和高校の3年生で生徒会会長。二巡目の世界の彼と同様、純白の改造制服を着用。哀音からは「シロくん」と呼ばれている。
黒崎 朱浬
洛芦和高校の3年生で生徒会副会長。純白の改造制服を着用。黒崎紫浬の双子の姉。モデルの仕事もしているとか。
沙原 ひかり
洛芦和高校の3年生で生徒会の会計係。六夏に吹き込まれた噂により智春に対し怯えた態度を見せた。
真日和 秀
洛芦和高校を中退したパン屋の男。17歳ほどの妻と生後半年になる娘の美々安（びびあん）のために働くお父さん。
鳳島 氷羽子
洛芦和高校の生徒。鳳島蹴策の妹で、登校中に負傷した兄に付き添って保健室にいた。
兄妹仲は良好であるが、兄にとっての一番は自分でなければ許さない様子で蹴策に念を押している。
鳳島 蹴策
洛芦和高校の生徒。登校中に不幸にも冷凍マグロに轢かれ、保健室で妹の氷羽子に看護されていた。
妹のことは大事に思っているが、頭は上がらない。奇跡の生還を遂げた巫女っ子アイドルこと奏にご執心。
黒崎 紫浬
洛芦和高校の3年生で科學倶楽部の元部長代理。黒崎朱浬の双子の妹。
独特のイントネーションや性格などが二巡目の黒崎朱浬に似ている。二巡目の世界の夏目智春と自身の知る一巡目の世界の夏目智春との違いに気付き、自身の境遇を打ち明けた智春に自分を朱浬と呼ぶことを許す。同時に本人曰く「女のカン」で智春が朱浬と呼んでいる少女が生きていると発言している。
雪原 瑶
洛芦和高校の卒業生で科學倶楽部の先代副部長。現在は役者をやっており、子供向けの特撮番組などに出演しているそうである（智春は「悪の組織の美形幹部とかが似合いそう」と思っている）。
橘高姉妹や塔貴也はもちろん、アニアとも交友がある様子。二巡目の世界の智春の違いに気付いているようである。
潮泉 太秦
潮泉律都や嵩月奏の祖父。高エネルギー物理学研究機構という政府組織の機構長を務めていた。二巡目の潮泉老人と同一人物である。
夏目 直貴
声 - 入野自由
二巡目の世界における自称「直貴」とは異なり一巡目の世界の夏目直貴本人。洛芦和高校の科學倶楽部の創設者。どういうわけか無駄に大量の時計を身につけている。
超弦重力炉によって形成されたブラックホールの「向こう側」にある「うずしお」の中にずっと留まっている影響で見た目は智春より年下。そのため、智春からは心の中で「チビ直貴」と呼ばれている。
「うずしお」のメンテナンスのためにクロエと共に「うずしお」の中に残っており、無限にループする時間を利用して「世界を滅ぼすモノ」への対抗手段を考える。
「二巡目の世界」からやってきた智春に「世界を滅ぼすモノ」の存在を見せた。
アニメ版では原作と異なり、智春に似ている眼鏡をかけた成人した姿で登場する。
潮泉 律都
見た目は女子大生風のお姉さんだが、高エネルギー物理学研究機構の研究本部である十字稜（ラ・クロア）の理事長。
夏目直貴の契約悪魔で、戦闘能力は皆無だが確認された悪魔の中で最も強大な魔力を持ち、その大きさは単体で分離器を動かすほどである。その能力はあらゆる並行世界、あらゆる時間に存在する「潮泉律都」と感覚と思考の一部を共有する「意識共有」。「潮泉律都」が存在する範囲ならば全ての時間と世界での出来事を知ることができる。
直貴曰く非常に嫉妬深く、いつもは余裕ぶっている直貴が思い出しただけで震え上がるほど。また祖父同様にぐるぐるしているものが好き。
クロエ
一巡目世界の夏目直貴と潮泉律都の契約による使い魔。「クロガネ」の正体であり、翼を広げると8メートルほどになる灰色の梟の姿。機巧魔神の修理が行える変わった使い魔。能力は「クライン空間の精製」。目を合わせただけで情報を脳に流しこめたりと、意識共有の力も持っていると思われる。
アニメ版では登場しない。

夏目 智春
洛芦和高校の2年生。夏目直貴の弟。アニアや律都らにより機巧魔神「鋼」を与えられた。二巡目の世界に時空移動したため不在。彼の彼女は「洛高の魔女」と噂されており、そのせいで知名度が割と高い。詳しくは二巡目の世界の「夏目直貴」を参照。
水無神 操緒
世界の衝突による影響で悪魔化し、非在化が進行していたため十字稜（ラ・クロア）で治療を受けていた。
悪魔としての能力は着弾箇所を消滅させる闇色の弾丸を放つ「神無（カンナ）」。
非在化の進行をリセットするために二巡目の世界に時空移動したため、すでに不在。
悪魔化による非在化を抑えるために、一巡目の智春が契約を申し入れるが、彼女は自分への想いと思い出を智春に忘れてほしくないためにそれを断っている。おそらく、このことが彼女が二巡目の世界で智春を「ふった」と言ったことであると思われる。
最終決戦の際、二巡目世界の超弦重力炉を神無で破壊後、魔力の酷使により完全に非在化する。
アニメ版では時空移動をせず、非在化阻止のために十字稜内の研究所のカプセルの中で眠っていた。異世界との門を破壊しようとする智春を助けるため、黑鐵・改に自らの魂を捧げ完全に非在化する。
嵩月 奏
洛芦和高校の2年生。嵩月神社の娘で、超弦重力炉の暴走よりただ一人奇跡の生還を遂げた美少女としてアイドルのような扱いを受けていた。
「供与者（ドウター）」として機巧魔神「鋼」の副葬処女となり二巡目の世界に時空移動しているため、すでに不在。
ダルア・ミドラマルスィ・クラウゼンブルヒ
クラウゼンブルヒ財団の日本支部長。財団による塔貴也邸襲撃のお詫びに多額の慰謝料を支払い、智春に二巡目世界に戻るための活動を支援する代わりに機巧魔神の技術を譲ってほしいと取引を持ちかける。見た目は金髪ショートカットでエロい格好を好む、20代後半と推定される女性（操緒たちの感想としてはオバサン）。
故郷の非在化に伴い悪魔の力を手に入れており、可視光線を自由に操る力を持つ。
アニメ版では登場しない。
ヘザー
ダルアとその契約者（未登場）の契約による使い魔。大きな紅玉色の一本角を持つ全長6、7メートルのカメレオンに似た姿をしている。光を自在に操り幻影を作ったり姿を消したりする他、高熱のレーザービームを放射することも可能。

### 「アスラクライン・P」、「アスラクラインKLEIN」などのキャラクター
園生（そのお）
アスラクライン・P『いってらっしゃいの幽霊』に登場したゲストキャラクター。苑宮の自宅マンションでは噂の地縛霊。
生前は演操者だった。凛という悪魔を愛してしまったがために自身の副葬処女の怒りを買い、機巧魔神が暴走。世界を滅ぼしかねないその力を封印するために機巧魔神の能力を使って封印、地縛霊となった。最期は智春と黑鐡の手によって眠りにつく。
露崎 波乃（つゆさき はの）
声 - 阿澄佳奈（アニメDVD初回特典ドラマCD）
アスラクライン・P『ずっとキミを見ていた』に登場したゲストキャラクター。故人である。生まれつき体が弱いうえ心臓病を抱え、中学2年の春から入院生活を送っていた。玲子とは仲が良かったらしい。
智春と樋口を題材にボーイズラブの小説を書いていた（名前も本人からそのまま取られている）。その2年後に出版社によって日の目を見ることになり、一躍大ベストセラー。映画化も決定した。帯には「夭折（ようせつ）した少女が遺した究極の純愛小説」とあった。
ストーカーまがいの行為を働き、智春からは「ホモ好きの変態妄想少女」呼ばわりされるが、徐々に智春に好意を示すようになる。実は彼女はずっと入院中であったが時々無理をして学校へ行っていたようである（生霊の類であったとも考えられる）。危篤状態に陥り、死亡する直前に霊の状態で智春のもとを訪れ、教室で居眠りしている彼にキスをした。このとき操緒は彼女の正体に気づいていた様子。
宮村 伊織（みやむら いおり）
アスラクラインKLEINのゲストキャラクター。塔貴也を「トッキー」と呼び、ストーカー行為を働く。
外見は甘ロリ風ファッションで髪の毛ふわふわの美少女であり、とてもストーカーには見えない。
臓物アニマルのコレクター。ストーキング対象の相手に贈ったり、変わり身の術に使用したりもする。常に持ち歩いている模様。
実は男である。冬琉が智春に撃退を依頼したのも塔貴也がすでにそのことを知っていたからだと思わせるようなセリフがある。智春の「活躍」により塔貴也を諦めた後は、玲士郎にターゲットを変更したらしい。

## 用語解説

### 黒科學
以下は本編での科學部部長代理・黒崎朱浬による黒科學についての説明である（第1巻を参照）。
古来において、魔術と科学は同一であった。錬金術の遺した物が今日の化学に大きく貢献したことは有名であるが、それだけではない。現在の科学は、多様に渡る分野を極限まで還元し追究していけば1つのみの公理が在るとされており、現在もそれを探すために日夜あらゆる試みが為されている。「黒科學」とは、その考えに対して異を唱えるものである。
錬金術が化学技術に成り代わったように、数学はカバラ数秘術と共に発達し、天文学も占星術が発祥である。此処であらためて考えると、前述に上げた「1つのみの公理」は実におかしいことなのだ。魔術に関わるあらゆるもの。占術・カバラ・錬金とあるが、魔術には黒魔術と白魔術が存在する。ともすれば、科学にも同じように相容れない2つの対立要素が必然的に存在しなければおかしいのである。
つまり、現在広く知られている現代科学に対立するもう1つの理論体系、それこそが「黒科學」なのだ。今や御伽噺でしか語られない過去のまやかしと認識されたあらゆる物達の探究。それこそが「黒科學」の本質である（世間一般体からみれば、「オカルトの研究」と言ってしまえば分かりやすいだろう）。とはいえ、「黒科學」によって研究されていることは全てにおいて事実なのである。

### 機巧魔神について
機巧魔神（アスラ・マキーナ）
模造品の悪魔。悪魔に対抗するために彼らの秘技を盗み出し、人間の手で生み出された、機械製悪魔と言うべき魔神（機神）。身長は4メートル前後。召還（呼び出すという意味では「召喚」だが、「還」の字が使われている）に応じて「演操者（ハンドラー）」の影を介して出現し、演操者の命令に従って動く。機体ごとに特性があり、それぞれ強力な特殊能力を有している。召還時や特殊能力使用時には各機ごとに異なる呪文を紡ぐ。演操者の技量によっては、腕だけを出して能力を行使するなど、完全に呼び出さずともわずかながら能力が使える模様。
「命令に従う」という要素には例外がある。造りものとて機巧魔神はれっきとした悪魔であり、独自の能力だけでなく、個体によって各々の性格と自我を持ち合わせている。悪魔としての本能を色濃く示すものほど強力な反面、制御も困難となり暴走を起こしやすく、加えて演操者は苛酷な消耗を強いられるため危険な存在でもある。
演操者側には決められた召還（喚起）呪文は存在しない。演操者は術式をすでに「インストール」されていて、後はそれを発動させるだけでよいので、基本的に「呼ぶ」意味を有していればどんな詠唱詞でもよいようである。ここに演操者の嗜好、センスが出てくる。ただし唱えることができなかったり、演操者の体調によっては機巧魔神を呼び出すことはできない。
演操者の死亡、あるいは副葬処女の消滅によりその機能を停止させ、操者不在の人形となり果てる。
何種類かのプラグイン（機能拡張用の増設部品）（後述）という物も存在する。
その正体は、異なる世界との入れ替わりが進んだ未来の世界で、渦過域（ボーテックス）という世界が融合してしまった場所へ向かうのに生身の人間や電子機器では全滅してしまうため、この魔界を調査するために仮死状態の操縦者を体内に封印した有人探査機である。渦過域に存在する世界を滅ぼさんとする「神（デウス）」の調査を目的とし、可能であれば破壊するための特殊能力を有する。
機巧魔神は全部で21体存在し、二巡目の世界から一巡目の世界に飛ばされたアニアが二巡目の世界で得た機巧魔神の情報をもとに作りだしたものであった。
それぞれの機体名は金属、もしくは宝石の名前を冠する。
これまでに登場した機巧魔神は以下の通り。
黑鐵（クロガネ）
演操者:橘高冬琉→夏目智春（二巡目）、副葬処女:橘高秋希→水無神操緒（二巡目）、能力:重力制御
漆黒の魔神。トルク（パワー）では機巧魔神達の中でも高いクラスの性能を誇る。
黑鐵の能力「黒の拳撃」は、高重力エネルギーを持った球体を生み出して敵を攻撃したり、空間を歪曲させて防御壁を構成することができる。その重力制御能力の正体はブラックホール生成および操作。その力は光の速度を凌駕し、核は無限重力の状態となっていることになり、時の流れすらも変えられることができる。薔薇輝との戦いで、時間停止状態でも動くことが可能なのは、そのためと考えられる（事象の地平面では時間の流れが存在しない、とする仮説による）。先代の演操者である冬琉は当時GDの1人で盟主の側近「左手（シニストラ）」と呼ばれていた。彼女が元演操者となった後、関東学生連盟からの横流しで主人公・夏目智春の手へと渡ることとなる。なお機巧魔神のなかで、小説・マンガとアニメのデザインが大きく違う。
召喚の掛け声は「来い、黑鐡!」
呪文は「闇より暗き深淵より出でし―其（そ）は、科学の光が落とす影!」
名前の由来は鉄。

黑鐵・改（クロガネ・かい）
演操者:夏目智春（二巡目）、副葬処女:水無神操緒（二巡目）、能力:重力制御・空間切断
自己修復できないほど完膚無きまでに破壊された黑鐵が、一巡目の世界の夏目直貴とその使い魔クロエにより、同じく大破した同型機である白銀のパーツを使って修復・強化された機巧魔神。白銀のパーツを流用したため、ところどころ装甲色が白銀と同じである。右腕に同型機である白銀のパーツと空間切断能力の元である剣を流用されており、黑鐵本来の能力である重力制御に加え、白銀の空間切断の能力を使用できる。また、この2つの能力が1つの機体で使用可能となることで完全なる空間制御能力を使用することができるようになり、名実ともに「鋼のスペア」として機能し、鋼と同様の能力を手に入れた。
ただし、鋼のように「機巧魔神の完成型」として生まれたわけではない。そのため能力こそ鋼と同一だが、鋼には標準規格として組み込まれているプラグインが無かったり基本性能の点で鋼に圧倒されていたりするなどとスペック面で大きく劣る。
召喚の掛け声、呪文は強化前と同様。デザインはアニメ版に近いものとなっている。
智春が魔神相剋者となった後はクライング・アスラにより契約悪魔である奏の焔月も使用できる。
アニメ版ではクロエの代わりにアニアが修理を行い、鋼の出力を上回る。また、アニメ版では修復は可能だったが、一巡目の世界を救うために白銀のパーツを組み込まれ改へと改造された。

翡翠（ヒスイ）
演操者:佐伯玲士郎、副葬処女:志津間哀音、能力:極低温化
透きとおった淡緑色（アイスグリーン）の魔神。
高周波を発して絶対零度近い極低温を作り出す「凍てつく音色（おと）＜一部に「凍てつく波動（おと）」との記述あり＞」という能力を持ち、氷弾、吹雪、氷壁、凍結などその戦術は多彩である。
加賀篝に乗っ取られた飛行機の墜落を阻止するために氷結能力で滑走路を造り終えた後、哀音が消滅しその役割を終えた。
アニメ版ではGDに渡されたイクストラクタを塔貴也が奪い、鋼の力で無理矢理コントロールを得て、機体のカラーがダークブルーになる。
召喚時の掛け声は「出ろ、機巧魔神- 翡翠!」
呪文は「闇より静けき氷海に眠る―其は、科学の音色（おと）に凍てつく影!」
名前の由来は翡翠。

藍銅（ランドウ）
演操者:元第一生徒会会長、副葬処女:不明、能力:不明
土琵湖の湖底に沈んでいた腕の持ち主。柱谷由璃子およびキャメロンと交戦して引き分け、損傷した。2年前に卒業した当時の第一生徒会長が演操者であったこと以外の詳細は不明。
「銅」という金属の名前を含むが、GD所属の機巧魔神だったかは不明。
名前の由来は藍銅石。

白銀（シロガネ）
演操者:雪原瑶、副葬処女:黒崎紫浬（朱浬）、能力:空間切断
銀色の魔神。黒鐵と対になる機巧魔神。体色を除いてはほぼ同じ形状で、互いに共鳴する。武器である銀色の剣で、物質ではなく空間そのものを切断する「白の剣撃」という能力を持つ。
その剣撃は空間そのものを切断するため、障壁などを無視して対象を切り裂く。複数の斬撃を同時に放ち切断した空間で檻のように対象の動きを封じたり、切断された空間の断層に対象を呑み込みどこか別の空間へ消失させることも可能。かつてはその演操者はGDの1人「右手（デストラ）」と呼ばれていた。
科學部を裏切った冬琉によって紫浬（朱浬）が消滅させられ、一巡目の世界に飛ばされた後は潮泉邸の敷地内に隠されていた。後に残ったパーツは黒鐵の修理に使われた。
召喚時の掛け声は「白銀、抜刀!」
呪文は「闇より深き深淵より出でし―其は、科学の幻影（かげ）を裁く剣!」
名前の由来は銀。

薔薇輝（ロードナイト）
演操者:加賀篝隆也、副葬処女:新屋敷琴里、能力:時間停止
薔薇色の魔神。洛高関係者らもその存在を知らされなかった謎の機巧魔神。両腕から伸びる鉛色の鎖（少なくとも6本を装備）は、縛った物体の時間を停止させる。演操者が魔神相剋者であるため、他の機巧魔神より強力である。GDとの戦闘で加賀篝がクルスティナとイングリッドを失ったことで戦闘力が大幅に低下し、蒼鉛によって破壊され琴里も消滅する。最初に量産機の攻撃を受けた時にすでに琴里が消滅していたにもかかわらず動いたが、その理由は定かではない。
アニメ版では加賀篝の意志を無視して蒼鉛から加賀篝を守った。その後、塔貴也の手にイクストラクタが渡り、鋼の力で塔貴也の支配下に置かれ、機体のカラーが水色になる。
召喚時の掛け声は「目覚めろ、薔薇輝!」
呪文は「闇より永き悠遠より覚めし―其は、科学の鎖が縛る刻!」
名前の由来は薔薇輝石。

亜鉛華（アエンカ）
演操者:千代原はる奈、副葬処女:不明、能力:物質爆砕
白い魔神。両手の指先から伸びる糸は、巻きついた対象物を爆発物に変える導火線となる。切断したところから点火するため、一度巻きつかれたら糸を切っても逃げられず、防御は困難。
召喚時の掛け声は「おいでやす、亜鉛華」
呪文は未登場。
名前の由来は亜鉛。

翠晶（スイショウ）
演操者:倉澤六夏、副葬処女:姫笹、能力:物質液化
翠（みどり）色の魔神。水を自在に操る他、物質液化能力「清浄なる融解（クリスタリン・メルトダウン）」は、物質の分子結合を解いて液状に分解する。物質の液化をあえて中途半端な状態に留め、ジェル状にした壁や床を抜け、その後に液化をキャンセルし元の固体に戻すということも可能。
召喚時の掛け声は「翠晶、ショウダウン!」
呪文は「闇より刮（きさ）ぎし氷晶（ひょうしょう）より出でし―其は、科学の涙が融かす翳（かげ）!」
名前の由来は水晶。

蒼鉛（ビスマス）
演操者:里見恭武、副葬処女:不明、能力:魔力拡散
暗蒼色の魔神。ドリルのような突撃槍をもっており、槍の回転によって魔力を拡散、消滅させることができる。機巧魔神のあらゆる防御、攻撃をも無効化することのできる強力な能力だが、「槍が回転している状態でしか能力を行使できない」という弱点を持ち、その力に見合わぬ精神力の演操者である里見では制御に余裕がなかった。
里見の暴挙に怒りが頂点に達した智春の黑鐵に槍と左腕を破壊され、氷羽子の不意打ちによって破壊される。
アニメ版では翡翠、薔薇輝のイクストラクタと共に強奪され、塔貴也の支配下に置かれ、機体のカラーが薄紫になる。
召喚時の掛け声は「開演だ、蒼鉛!」
呪文は不明。魔力拡散は槍の能力なので別の能力を持っていた可能性もある。
名前の由来はビスマス。

量産機（カーバイド）
演操者:狭浦高校上院生徒会、クラウゼンブルヒ財団、武装生徒指導員、副葬処女:なし、能力:なし
里見の指揮する量産型の機巧魔神。本物と同じ護法装甲を持ち、対悪魔用の重火器で武装している。また、腰部には電動式のウインチが内蔵されている。副葬処女や魔力装置を持たないため、通常の機巧魔神のような特殊能力は無い。蒼鉛のプラグイン・分配装置（ディストリビュータ）によって操作される子機であるため、単独では動かせず、里見が演操者の資格を失えば動かせなくなる（尤もその前に全機が大破していたが）。一巡目の世界でも機功魔神を模したものを、クラウゼンブルヒ財団が開発し、運営している。後に鋼に搭載されていた分配装置を用いて武装生徒指導員（GD）が操ることになる。カーバイドとは炭化物の総称。
原作では機巧魔神に近い形をしているが、アニメでは機巧護衛機に近い形をしている。

鋼（ハガネ）
演操者:夏目智春（一巡目）→炫塔貴也、副葬処女:嵩月奏（一巡目）→橘高冬琉、能力:完全なる空間制御
鋼色の魔神。最終形として完成された機巧魔神であり、全機巧魔神の中で最も騎士の甲冑を模したデザインとなっている。全ての機巧魔神の中でも最強のパワーを持つ。黑鐵と白銀の能力を共に使え、それらを組み合わせて発動させる時空間転移、時間の巻き戻しが可能。製作段階ですべての機巧魔神のプラグインが組み込まれており、スタビライザやディストリビュータを使用できる。塔貴也が演操者となった時点で黑鐵を破り、自己修復出来ないほどまでに大破させたが、最終決戦にて黑鐵・改と対峙。死闘の末に敗れる。
召喚時の掛け声は「来い、鋼!」（智春）、「おいで、鋼」（塔貴也）
呪文は「闇より深き融炉より出でし―其は、科学の鎚が鍛えし玉鋼」（一部呪文の「闇より"深き"」が"熱き"、"暗き"となっている）
名前の由来は鋼。金属の名を冠した機巧魔神の中では唯一合金である。

玻璃珠（カルセドニー）
演操者:苑宮咲華（一巡目）、副葬処女:不明　能力:大気掌握
純白の魔神。しかし、内部の機関の露出、錆びなど戦闘の痕跡と思われる傷跡が生々しく残っており、さながら亡霊とも思えるような姿になってしまっている。
一巡目の世界で演操者を失ったことで世界を彷徨い続け、二巡目の和葉の中にいる咲華を求め暴走を続けていた。居合わせた智春が黑鐵・改で制止。咲華に見取られて非在化した。
召喚時の掛け声・呪文は不明。
名前の由来は玻璃。

この他、洛高以外の所属と思われる名称不明の演奏者が2名登場している（第4巻）。また、『電撃hp』掲載の「アスラクラインP」には、暴走して封印された名称不明の魔神が登場する（第14巻までの文庫には未収録）。

ヒルベルト・イクストラクタ
機巧魔神を封印する祭壇。見た目は継ぎ目が見えない銀色のトランクの形をしている。略称イクストラクタ。自らの質量と引き替えに並行宇宙から喪われた機巧魔神を召喚するシステム。空席のイクストラクタを開けることで機巧魔神を制御するためのナノマシンを体内に注入され、演操者の資格を得る。またトランクの中に少女たちの肉体を封印して副葬処女とすることができる。

副葬処女（ベリアル・ドール）
機巧魔神を動かすための「贄」として機巧魔神の中枢部に収められている少女（「処女」との呼称通り、現在までに作中に登場した副葬処女は全て女性である。ただし、性別や純潔などの条件については作中では明言されていない）の呼称。機巧魔神はこの少女らの魂の質量を削って演操者の願いを叶え続ける。
副葬処女は組んでいる演操者の言霊（召喚時の掛け声）を契機に呪文を詠い、そこで初めて機巧魔神が世界に出現する。
機巧魔神は副葬処女の魂で動くため彼女達の意にそぐわない場合、演操者の命令でも動かないことがある。魂を削られた副葬処女はそのたび感情をすり減らし、全ての感情を無くしたとき消滅する。また、当然ながら封印されている機巧魔神の中枢部が破壊されれば死んでしまう。
彼女たちは、演操者の脳の一部を媒介として「射影体」と呼ばれる疑似感覚的情報入出力デバイスを投影し、演操者とコミュニケーションをとる。これは一種の幽霊のような立体映像であり、通常その姿は悪魔か演操者、あるいは電子的に視力を増幅したものでなければ見ることはできない（稀に写真やビデオの波長にあって写ってしまうことがある）。「声を聞くのはもっと簡単」とのことである。いずれにせよ一般人には知覚できないが、稀に知覚できる者もいるらしい。
対となるイクストラクタの祭壇が空席でない場合、射影体だけが出現し、唯の幽霊現象として存在することになる。
演操者が機巧魔神を呼び出す際には射影体は消え、機巧魔神と一体化して戦う。
なお、機巧魔神は副葬処女の魂のみを必要とするため、肉体の状態がどうなっていても魂さえあれば副葬処女になることは可能（例：黒崎朱浬（魂のみ）、橘高冬流（元演操者））。また、悪魔は副葬処女になることはできず、悪魔を内部に封印した場合、機巧魔神は機能停止（フリーズ）を起こし演操者の影に収納できなくなる。

演操者（ハンドラー）
機巧魔神を召喚し「演操（ハンドリング）」することの出来る人間。副葬処女とは異なり、性別は関係ない。演操は演操者の心身を消耗させ、過度の消耗は魔神の暴走につながるため、長時間あるいは連続使用は危険である。
機巧魔神が出現中に演操者を失うと暴走し、母艦にも戻れず、並行宇宙を彷徨うことになる。

元演操者（エクス・ハンドラー）
機巧魔神の演操者だった人間。副葬処女の消滅などにより機巧魔神を失った後、悪魔や機巧魔神などの持つあらゆる魔力を無効化し、全く受け付けない「魔法無効化能力」を身に付ける。そのため、スタビライザで一般人にも見えるようになった射影体でさえ認識することができない。
元演操者は身体のどこかに炎のような紋章が浮き上がる。冬琉曰く、「元演操者の紋章は愛する者の魂と引き換えに悪魔の能力を行使した呪われた罪人の烙印」。
なお「魔法無効化能力」の正体は、演奏者の体内のナノマシンが副葬処女を失ったことで変質し皮膚に表出、紋章の形になることで、周囲の魔力を拒絶する電波妨害的な働きをしていることによるもの。副葬処女になってもこの能力は失われない。

機巧化人間（フェミナ・エクス・マキーナ）
いわゆるサイボーグである。肉体に黒科學の理論、すなわち魔導理論より成る機巧を組み込まれた者達をそう呼ぶ。
黒崎朱浬もその1人。彼女の場合は骨格と筋肉と感覚器官の一部を黒科學の装置で置き換え、さらにショットガンやミサイルなど多数の武装を内蔵し、ユニットの接続で飛行も可能。それらに加えて機巧魔神の魔術機関までもが移植されており、自分自身を副葬処女として機巧魔神と同等の力を振るうことができるが、構造上使用した際の負荷に耐えられないため、1度の使用ごとに総交換に近い修理が必要。
なお、本人いわく「顔と胴体は自前」とのこと。
朱浬の能力は、右腕から発射して目標を破壊する弓矢状の魔力弾。ただし使用するたびに右腕が大破するため、修理するまでは再度使用することができなくなる。
呪文は「闇より昏（くら）き絶望より射ゆし…其は、科学の罪に嘆く牙!」。

機巧護衛機（カスタス・マキーナ）
蟹に似た自動戦闘機械。何種類かが確認されており、チェーンソー状のハサミや強酸性の泡などの武器を装備している。
護法装甲で身を固め自己修復能力も持つため完全な撃破は困難。加えて特殊能力を有す機体も多いらしい。
二巡目の世界に残された、一巡目の世界の遺跡の防衛に当たっていた。

機能拡張/拡張機能（プラグイン）
機巧魔神達の拡張機能（プラグイン）として装着するために創られた装置の総称。あくまで機能を拡張させるためのものであり、着けなくとも機巧魔神は稼動する。様々な種類のプラグインが存在し、その機能もそれぞれに異なっている。
哀音や姫笹は、情報収集や解析の面で明らかに操緒より高性能であるため、何らかのプラグインを内蔵しているためではないか、と智春は推測している。

安定装置（スタビライザ）
正式名称「副葬処女安定装置（ベリアル・ドール・スタビライザ）」。「副葬処女と演操者の接続を強化する」機能を持つプラグインで、副葬処女の感じた苦痛や疲労が、演操者にもダメージとして感知できるようになる。また、副葬処女が演操者に憑依し、身体を操る（完全に肉体を支配することはできないが、腕や脚など部分的になら可能）機能もある。副次効果として、射影体が一般人の視覚・聴覚でも認識可能になる。作中では操緒が一般人に見えるようになる。
搭載機として本文中で明確にされているのは黑鐵、鋼の2機。黑鐵には追加機能として成り行きで内蔵されたが、鋼に内蔵されているものは「機巧魔神の完成型」として制作段階から組み込まれたため、通常より効果が強いものになっている。
その本来の力は別の世界に存在する副葬処女の同一人物に「憑依」し操ることで、短時間ながら別の世界で活動を可能にすること。操緒が使う「演操者への憑依」は本来のものではない。
機能上、演操者や副葬処女の同一人物でなくとも憑依は可能なようだが、悪魔に憑依しようとした場合、魔力の逆流で誤作動を起こして副葬処女と憑依対象者の精神が完全に入れ替わってしまう。この状態は副葬処女が何らかの衝撃などで意識を失えば安定装置がリセットされ、元に戻る。演操者だけが気絶しても元には戻らない。普通の睡眠でも元には戻らないようである。

分配装置（ディストリビュータ）
搭載機は蒼鉛、鋼。カーバイドを操作するために使用されたプラグインだが、それ以外の効果や詳細は不明。

点火装置（イグナイター）
外見的には、緑色の筒状に笠がついた、卑猥な道具を連想させる形状。
明蓮寺高校の生徒会が二巡目の世界の遺跡で発見し、のちに洛芦和高校の研究者であるアニアの手に渡った。
アニアをして用途も搭載可能な機巧魔神も不明。なぜか奏に反応し、加賀篝が執拗に狙っていたが、その理由も不明だった何から何まで謎のプラグイン。
その正体は、「二巡目の世界からアニアが一巡目の世界に持ち込み、遺跡から二巡目の世界で発見される」という、タイムパラドックスが生み出したオーパーツ。成長したアニアでもその機構の全ては解明できなかったためにそれ一個きりの品。
対「神」戦におけるキーアイテム。機巧魔神の魔力を暴走させ爆弾に変えることができる。魔神相剋者の魔力で点火装置を使用することで「神」すらも破壊することができるとされているが、その反動で演操者も命を落とすことになる。
塔貴也はこれを起点に自らの魔力の代用として約10億人の人間を犠牲にして「神」を破壊しようとした。
智春の身を案じた玲子が持ち去り、その後蹴策に踏み壊されてしまう。
アニメ版では魔神相剋者のみが使える因果律制御装置となっており、魔神相剋者が使用することであらゆる事象を自在にコントロールできる（形も原作より普通の筒状になっている）。塔貴也はこれを用いて秋希が消滅しない世界を創ろうとしているが、その行為には異世界の消滅という代償が存在していた。最後は智春の「二巡目の世界を救いたい」と言う願いに応え、異世界への門を閉じて消滅した。

### 悪魔関連
悪魔
二巡目の世界に現れた異端の存在。男性の雄型悪魔と女性の雌型悪魔がいる。
普段は一般人と変わらない擬態をしているが、それを解くと目が緑色に発光し（雄型および契約者持ちの雌型は両目、契約者を持たない雌型は片目のみ。アニメでの智春は片目を瞑って赤く発光する）、人間より高い運動能力を持ち、魔力という特殊な能力を行使することが出来る。また人間と契約することで自らの力を高められる。
雌型の悪魔は人間の契約者を持つことで世界との結びつきを強め、魔力が強化され非在化も軽減される（「非在化」の項を参照）ほか、使い魔を持つようになる。しかし魔力を使えばその代償として、契約者は契約悪魔に対する愛情を徐々に失ってゆく。それゆえ雌型悪魔は自分を最も愛してくれるであろう人間に対して終生の愛を誓うとされる。雄型の悪魔は魔力を行使すると自身が愛している者についての記憶を失ってゆくが、契約者を持つことはできない。雄型悪魔は基本的な戦闘能力が高く、使い魔は持てないが魔精霊という独自の高魔力体を生成することができる。
日本国内には「華鳥風月」の名字を冠する高位の悪魔の一族がいる。奏の嵩月（たかつき）家の他に風斎（かざとき）一族・華島（かしま）一族・鳳島（とりしま）一族などがある。また、各悪魔の持つ能力や、契約時に生まれる使い魔の種類は家系によって決まる模様（嵩月一族なら炎の能力など）。その正体は世界の入れ替わりや世界跳躍の過程で異なる世界に移動した人間とその子孫。また、それ以外にも普通の人間が並行世界の影響を受けると悪魔化してしまうケースもある（例：水無神操緒（一巡目）、ダルア・ミドラマルスィ・クラウゼンブルヒ）。彼らの行使する魔力とは、自らの肉体を媒介として呼び出す世界との「ずれ」による摩擦力である。
世界跳躍することにより悪魔化した人間は、元々存在していた世界に戻ることによって人間に戻ることは可能である。ただし、アニアのように出生時から悪魔である者は、跳躍した先の世界でも悪魔である。

非在化
悪魔という存在は世界の異物であり、彼らが魔力を使えば異物を排除しようとする力が世界からはたらき、彼らと世界との間に摩擦が生じる。よって悪魔は魔力を行使するごとに「擦り切れて」、非在化が進行する。非在化の度合いが軽いときは他人よりも体調を崩しやすい程度で済むが、ひどくなると体が透明な硝子様の結晶にかわっていき、さらに進行すれば消滅、死亡する。
雌型悪魔は契約者を持つと非在化に対する抵抗力が強くなるが、代わりに悪魔に対する契約者の愛情が薄れるため、悪魔が消滅するときには契約者の心は悪魔から完全に離れている。

契約者（コントラクタ）
雌型悪魔と最初に性交した人間。使い魔を従えており、かつ守られている。アニメ版では言葉で契約を交わすようになっている。

使い魔（ドウター）
雌型悪魔が契約者に与える力の具現化であり、契約者に従属する獣。悪魔の属性によって様々な特殊能力を有し、機巧魔神に匹敵する戦闘力を持つ。人間と契約した雌型悪魔だけが異世界（ヒルベルト空間）から自分の分身として使い魔を召喚できる（すなわち悪魔1人につき1体のみ）。幼体と成体の2つの形態があり、成長の条件は不明であるが、親の悪魔と契約者の関係が悪いとなかなか成長しないようである。契約者に見捨てられた使い魔を「はぐれ眷属（ロスト・チャイルド）」と呼ぶ。召喚した雌型悪魔が死亡すると同時に消滅する。

魔精霊（サノバ・ジン）
雄型悪魔が自身の魔力から生み出し操る、生物に似た魔力の塊。生み出した悪魔の能力がそのまま反映される模様。使い魔とは異なり意思は持たず、複数体の同時召喚も可能で、大きさも小鳥サイズからリムジン大まで様々。
作中では登場した魔精霊は以下の通り。
鳳島蹴策の魔精霊
鳳島蹴策が操る4枚の翼をもつ氷の妖鳥。冷気による空気の収束を利用しジェットエンジンのような加速が可能で、瞬間的には人を乗せたままでも航空中のジェット旅客機にさえ追いつけるほど。
夏目智春の魔精霊
一巡目に渡り悪魔化した二巡目世界の夏目智春が操る。クロガネ（クロエ）からイメージした、漆黒の妖鳥の姿をしている。乗せた魔力に応じて触れた対象と対消滅する能力を持つ。魔法攻撃に対する抵抗力が高い使い魔などには高い効果を発揮できないものの、量産機（カーバイド）程度ならば容易く飲み込み消滅させる。爆発による衝撃や炎に対しても有効。智春が二巡目の世界に帰還した際に人間に戻ったため、この力も同時に失われた。
アニメでは原作と異なり、使い魔を一撃で消滅させる光線を放つ漆黒の巨人（奏が闇の巨人と呼んでいる）の姿に変更されている。

### アスラ・クライン
魔神相剋者（アスラ・クライン）
機巧魔神と使い魔、本来相反し打ち滅ぼし合う筈の2つの力を手に入れた危険な存在。演操者であり契約者でもある。演操者と契約者、どちらの立場から見ても本来の在り方とは違うイレギュラーであり、世界の仕様の裏をついた存在。特性上、なれるのは男性のみ。
洛高第一生徒会は特にこれを認めていない（玲士郎らが奏と智春を特に危険視しているのはこのためである）。アニメ版では後に玲士郎は智春の覚悟を見て例外的に認めた（原作では特に触れられていない）。
魔神相剋者の機巧魔神と使い魔は互いに共鳴し魔力を無限に増幅させるため、その機巧魔神や使い魔は通常の個体よりも遥かに強い力を発揮する。この状態を「慟哭する魔神（クライング・アスラ）」と呼ぶ。
ただし、決して無敵というわけではなく、何らかの形で循環を絶たれたら通常の機巧魔神や使い魔と変わらない状態になり、魔力の放出が過ぎれば消耗もする。実際に加賀篝はこの隙を突かれて倒された。

炫の塔（タワー・オブ・イグニタス）
炫塔貴也が神を倒すために洛高を中心に建設した儀式魔法用の装置。この装置とイグナイターを併用することによって塔貴也は魔神相剋者に匹敵する膨大な魔力を発生させて神を倒そうとしていた。
ただし、この儀式魔法を発動するには10億人もの人間の魂を生け贄にしなければならないが、学生連盟は鋼の能力で時を巻き戻すことができるという理由に基づいてこの計画を支持し、学生連盟の支部にも塔を建設していた。第一生徒会も一時は認めたが、智春の警告と塔貴也の行動から対立し、第二生徒会も真日和の裏切りや六夏の個人的理由から破壊に協力した。
アニメでは神の設定が存在しない関係上、炫の塔も作られていない。

### 並行宇宙関連
超弦重力炉（ちょうげんじゅうりょくろ）
一巡目の世界で作り上げられた十字稜（ラ・クロワ）の中にある装置。人工的に電子や陽子を超高速に移動させることで巨大で安定したブラックホールを造りあげることが出来る。
表向きはブラックホールを生成して持続的な新しい電力エネルギーとして開発されたが、本来はその内部を人が通り、異なる並行世界に移動を可能とするために造られた。
人類がこの超弦重力炉の実用化に入る段階になると自動的に神が現れてしまう。

中央渦界領域（セントラル・ボーテックス）
超弦重力炉によって発生した人工的に造られた異次元。律都たちには「魔界」と呼ばれ、普通の人間では侵入できず、悪魔や使い魔の庇護下の契約者、副葬処女しか入れない。

次元潜行チェンバー“うずしお”
中央渦界領域の深淵にて待機する、機巧魔神の母艦。呼び出されていない機巧魔神が待機され、射出用のカタパルトがある。内装は教会のような造りをしていて、艦内には魂を使い切った副葬処女の体が結晶化して残っている。時間や空間が9,999秒の間に無限ループしているため、中にいる人間の記憶以外の内部で破壊された物や受けた傷、修理したものなどは全て元の状態（0秒の状態）に巻き戻る。
アニメでは宇宙戦艦のような外観を持ち、艦橋などが備わっており乗員も複数いる。副葬処女の遺体もカプセルには入れられておらず、柱と柱の間に浮かぶようになっている。ホーミングレーザーで武装しており戦闘も可能。また、時空間移動能力を持つ直貴の機巧魔神という設定が付加されている。

神（デウス）
世界を滅ぼすモノ。誰が何のために作り出したのかは不明だが、超弦重力炉を作った世界に必ず現れてその世界を消滅させる巨大な機械仕掛けの手。
一巡目の夏目直貴は人類がブラックホールを制御することを恐れた何者かが送り込んだ物であり、ありとあらゆる世界に出現すると考えている。人間の科学力や強力な魔力を持つ悪魔でもその存在を倒すことが出来ない。
自身の巨大な質量を発生させる代償として世界に非在化を起こさせる力を持つ。
異世界で智春と対峙するも、黑鐡の力により作られた重力レンズがその世界に存在した太陽光を収束させ、ペルセフォネによって増幅させた太陽光励起レーザーで一瞬のうちに焼き払われた。

### その他の用語
殺人人形（ウィジェット）
遠隔操作が可能な機械仕掛けの脳波で操る機械人形。洛高第二生徒会、本編中では主に真日和が使用する。そこそこ高価な品で、六夏によれば、16体分で「スポーツカーの新車がポンと買える」ほどの金額になるらしい。

護法装甲 / 護法弾頭
祝福法儀などの術式で強化された装甲および弾頭。機巧魔神の外装などは護法装甲である。これによって強度を上げたものは非常に強靭で、通常の手段では破壊することは困難である。
護法弾頭には銃弾、榴弾、徹甲弾などが有り、「座天使級」など天使の階級名で威力がランク付けされている。強力なものになると所持や使用には許可が必要となるらしい。
後に元演操者と同じ魔法無効化能力の力を付与した「反護法徹甲（AMAP）弾」が第一生徒会の手によって開発される。

副葬処女分離機（ベリアルドール・スプリッタ）
機巧魔神から副葬処女を取り出すための装置。しかし使用には膨大な魔力と「運喰らい」の悪魔の確率操作能力を用いる必要がある。
アニメ版ではアニアが一巡目の世界で作った完全な副葬処女分離機が登場。魔神相剋者の魔力で操緒と姫笹を開放する。

機巧偶人（ガジェット）
炫塔貴也が引きこもったまま自由に外を出歩くために黒科学の技術を使い作り上げた脳波で操る機械人形。見た目は非常に不細工なコアラのヌイグルミ。射影体と同様の擬似感覚入出力デバイスで、塔貴也と五感を共有している。もちろん喋れるし痛覚も持つ。センサーにより結界などを感知したり、飛行機の操縦まで行えたりとかなり高性能。塔貴也はこの姿で智春達に同行することが多かったせいか、操緒はこのコアラ人形自体を部長と認識している節がある。

智春コピーロボット
科學部特製の人形。通称ロボハル。玲士郎にともはと智春が同一人物であることをバレないようにするため用意された。リモコンで音声を発しデフォルトがヘタレてる。本人は不満そうだが操緒には良く似ていると言われ、玲子には本人と思わすことに成功している。

ジョニーさん
ある害虫の隠語。女性陣（智春も）はこれが大の苦手で、特に奏は暴走して爆炎を放ち、周囲に多大な被害を出してしまうほど。
これに偽装した機械人形（擬似感覚入出力デバイス）が水無神家や鳴桜邸などを徘徊し、何者か（おそらく炫塔貴也）が水無神環緒の居所を探していた模様。

## 既刊一覧

### 小説
三雲岳斗（著）・和狸ナオ（イラスト） 『アスラクライン』 メディアワークス→アスキー・メディアワークス〈電撃文庫〉、全14巻
| 巻数 | サブタイトル           | 初版発行日（発売日）       | ISBN              |
| ---- | ---------------------- | -------------------------- | ----------------- |
| 1    |                        | 2005年7月25日（7月10日）   | 4-8402-3090-0     |
| 2    | 夜とUMAとDカップ       | 2005年10月25日（10月11日） | 4-8402-3179-6     |
| 3    | やまいはきから         | 2006年2月25日（2月10日）   | 4-8402-3308-X     |
| 4    | 秘密の転校生のヒミツ   | 2006年6月25日（6月10日）   | 4-8402-3449-3     |
| 5    | 洛高アンダーワールド   | 2006年9月25日（9月10日）   | 4-8402-3550-3     |
| 6    | おしえて生徒会長!      | 2007年1月25日（1月10日）   | 978-4-8402-3685-0 |
| 7    | 凍えて眠れ             | 2007年5月25日（5月10日）   | 978-4-8402-3842-7 |
| 8    | 真夏の夜のナイトメア   | 2007年8月25日（8月10日）   | 978-4-8402-3934-9 |
| 9    | KLEIN Re-MIX           | 2007年12月25日（12月10日） | 978-4-8402-4118-2 |
| 10   | 科學部カイメツ         | 2008年6月10日（同日）      | 978-4-04-867088-3 |
| 11   | めぐりあい異世界       | 2008年10月10日（同日）     | 978-4-04-867267-2 |
| 12   | 世界崩壊カウントダウン | 2009年4月10日（同日）      | 978-4-04-867763-9 |
| 13   | さくらさくら           | 2009年11月10日（同日）     | 978-4-04-868141-4 |
| 14   | The Lost Files         | 2010年2月10日（同日）      | }                 |

### 漫画
三雲岳斗（原作）・和狸ナオ（キャラクター原案）・あきづきりょう（作画） 『アスラクライン』 アスキー・メディアワークス〈電撃コミックス〉、全4巻
| 巻数 | 初版発行日（発売日）     | ISBN              |
| ---- | ------------------------ | ----------------- |
| 1    | 2009年3月27日（同日）    | 978-4-04-867715-8 |
| 2    | 2009年9月27日（9月26日） | 978-4-04-868110-0 |
| 3    | 2010年3月27日（同日）    | 978-4-04-868506-1 |
| 4    | 2010年11月27日（同日）   | 978-4-04-868994-6 |

## テレビアニメ
2008年10月に開催されたイベント「電撃文庫 秋の祭典」にてアニメ化が発表され、2009年4月から6月にかけて独立UHF局ほかにて放送された。2009年10月1日からは第2期『アスラクライン2』の放送が開始された。なお、話数カウントは第1期から継続しており、第2期での初回放送は第14話（EX014）となる。

### スタッフ
- 原作 - 三雲岳斗（電撃文庫、アスキー・メディアワークス刊）
- キャラクター原案 - 和狸ナオ[7]
- 監督 - 草川啓造[5]
- シリーズ構成 - 小出克彦（第1期）[5]、赤尾でこ（第2期）[30]
- キャラクターデザイン - 小森篤[5]
- メカデザイン - 福島秀機[5]
- メカ総作監 - 小田裕康[7]
- 美術監督 - 海津利子[7]
- 美術設定 - 青木薫[7]
- 色彩設計 - 篠原愛子
- 撮影監督 - 北岡正[7]
- CGプロデューサー - 松浦裕暁[7]
- CGディレクター - カトウヤスヒロ[7]
- 編集 - 布施由美子[7]、野尻由紀子[7]
- 音響監督 - 明田川仁[5]
- 音楽 - 田尻光隆[5]
- 音楽制作 - スターチャイルドレコード[7]
- アニメーション制作 - セブン・アークス[5]
- プロデューサー - 中西豪[7]、上村修[7]、湯澤啓幸[7]
- 製作 - 洛高生徒会[5]

### 主題歌

#### 第1期
オープニングテーマ
「Spiral」（第1話 - 第12話）
作詞 - atsuko / 作曲 - atsuko、KATSU / 編曲 - KATSU / 歌 - angela
エンディングテーマ
「Link」（第1話 - 第13話）
作詞 - atsuko / 作曲 - atsuko、KATSU / 編曲 - KATSU / 歌 - angela
挿入歌
「Spiral」（第13話）
歌 - angela

#### 第2期
オープニングテーマ
「オルタナティヴ」（第14話 - 第22話・第24話 - 第25話）
作詞 - atsuko / 作曲 - atsuko、KATSU / 編曲 - KATSU / 歌 - angela
エンディングテーマ
「彼方のdelight」（第14話 -第25話）
作詞 - atsuko / 作曲 - atsuko、KATSU / 編曲 - KATSU / 歌 - angela
「キラフワ」（第26話）
歌 - angela
挿入歌
「オルタナティブ」（第23話）
歌 - angela
「Spiral」（第26話）
歌 - angela

### 各話リスト
| 話数            | サブタイトル                     | 脚本           | 絵コンテ          | 演出                | 作画監督                            | 原作収録巻             |
| アスラクライン  | アスラクライン                   | アスラクライン | アスラクライン    | アスラクライン      | アスラクライン                      | アスラクライン         |
| --------------- | -------------------------------- | -------------- | ----------------- | ------------------- | ----------------------------------- | ---------------------- |
| EX001           | 機巧魔神（アスラ・マキーナ）     | 小出克彦       | 草川啓造          | 中山敦史            | 小森篤                              | 1巻                    |
| EX002           | 未来に滅びるということ           | 小出克彦       | 小坂春女          | 孫承希              | 松村拓哉                            | 1巻                    |
| EX003           | 科学の光が落とす影               | 小出克彦       | 斉藤良成          | 斉藤良成            | 斉藤良成                            | 1巻                    |
| EX004           | 行き場を無くした想い             | 小出克彦       | 下田正美          | 下田正美            | 佐藤清光 進藤有人                   | 2巻・5巻               |
| EX005           | 交わり合う心と身体               | 赤尾でこ       | 櫻井美知代        | 奥野耕太            | 七星京                              | 3巻                    |
| EX006           | 闇の向こうに浮かぶ贄（いけにえ） | 赤尾でこ       | 東一              | 高橋秀弥            | 近岡直                              | 3巻                    |
| EX007           | 無情な空に散った夢               | 赤尾でこ       | 福田道生          | 信田ユウ            | 竹谷徹平                            | アニメオリジナル       |
| EX008           | 災厄の王の末娘                   | 赤尾でこ       | 登坂晋            | 登坂晋              | 相坂ナオキ                          | 4巻                    |
| EX009           | 存在するはずのない禁忌の存在     | 高橋ナツコ     | 西本由紀夫        | 岸川寛良            | 内原茂 高橋敦子                     | 4巻                    |
| EX010           | 刻の鎖につながれて               | 小出克彦       | 福田道生          | 友岡新平            | 友岡新平                            | 4巻                    |
| EX011           | 隣にいてくれる日常と非日常       | 赤尾でこ       | 小平麻紀          | 小平麻紀            | 八尋裕子                            | 7巻                    |
| EX012           | 世界が枯れるまで                 | 赤尾でこ       | 坂田純一          | 奥野耕太            | 小田裕康 石山寛                     | 7巻                    |
| EX013           | 呪われた罪人の烙印               | 小出克彦       | 草川啓造 福田道生 | 小平麻紀 草川啓造   | 宮下雄次 小森篤                     | 7巻                    |
| アスラクライン2 |                                  |                |                   |                     |                                     |                        |
| EX014           | 消滅の世界と記憶の残骸           | 赤尾でこ       | 草川啓造          | 玉田博              | 小田裕康 小森篤                     | 5巻 - 6巻              |
| EX015           | 悪魔に喰われた副葬処女           | 赤尾でこ       | 櫻井美知代        | 小林浩輔            | 坂本龍典 宮井加奈                   | 6巻・アニメオリジナル  |
| EX016           | 自由で不自由な選択肢             | 赤尾でこ       | 小平麻紀          | 矢花馨              | 相坂ナオキ                          | 8巻                    |
| EX017           | 生け贄の名を喚ぶ代償             | 赤尾でこ       | 福田道生          | 内山まな 天野久児   | 井口忠一                            | 8巻                    |
| EX018           | 愛と魔力のせつない関係           | 高橋ナツコ     | 坂田純一          | 玉田博              | 南慎一郎                            | 6巻                    |
| EX019           | 君に捧ぐ真実                     | 赤尾でこ       | 中山岳洋          | 小林浩輔            | 池田広明 坂本龍典 西野沙恵          | 10巻                   |
| EX020           | カイメツの刻 ショウメツの闇      | 高橋ナツコ     | 福田道生          | 小平麻紀 信田ユウ   | 七星京                              | 10巻                   |
| EX021           | 思い出の消えた未来               | 鴻野貴光       | 登坂晋            | 登坂晋              | 宮崎修治                            | 11巻                   |
| EX022           | 隣り合わせの死と平和             | 鴻野貴光       | 長尾粛            | 玉田博              | 宮前真一                            | 11巻 - 12巻            |
| EX023           | 残る命、散る命                   | 鴻野貴光       | 坂田純一          | 渡辺穏寛            | 北村友幸 山本善哉 安本学            | 12巻                   |
| EX024           | 君への想いが世界を壊す           | 赤尾でこ       | くるおひろし      | 小林浩輔 富田剛司   | 池田広明 坂本龍典 西野沙恵 斎藤さよ | 13巻・アニメオリジナル |
| EX025           | 過去と因果と別れの絶望           | 赤尾でこ       | 坂田純一          | 中野英明            | ぐんそう 宮崎修治                   | 13巻・アニメオリジナル |
| EX026           | 選択の歯車                       | 赤尾でこ       | 福田道生          | くるおひろし 玉田博 | 小森篤                              | 13巻・アニメオリジナル |

### 放送局
| 放送地域 | 放送局     | 第1期 放送期間         | 第2期 放送期間               | 放送日時           | 放送系列       | 備考             |
| -------- | ---------- | ---------------------- | ---------------------------- | ------------------ | -------------- | ---------------- |
| 日本全域 | AT-X       | 2009年4月2日 - 6月25日 | 2009年10月1日 - 12月24日     | 木曜 9:30 - 10:00  | CS放送         | リピート放送あり |
| 神奈川県 | tvk        | 2009年4月4日 - 6月27日 | 2009年10月3日 - 12月26日     | 土曜 24:30 - 25:00 | 独立UHF局      |                  |
| 千葉県   | チバテレビ | 2009年4月5日 - 6月28日 | 2009年10月4日 - 12月27日     | 日曜 23:30 - 24:00 | 独立UHF局      |                  |
| 埼玉県   | テレ玉     | 2009年4月5日 - 6月28日 | 2009年10月4日 - 12月27日     | 日曜 25:00 - 25:30 | 独立UHF局      |                  |
| 兵庫県   | サンテレビ | 2009年4月6日 - 6月29日 | 2009年10月5日 - 12月28日     | 月曜 24:00 - 24:30 | 独立UHF局      |                  |
| 東京都   | TOKYO MX   | 2009年4月6日 - 6月29日 | 2009年10月5日 - 12月28日     | 月曜 25:30 - 26:00 | 独立UHF局      |                  |
| 愛知県   | テレビ愛知 | 2009年4月7日 - 6月30日 | 2009年10月6日 - 12月29日     | 火曜 25:28 - 25:58 | テレビ東京系列 |                  |
| 京都府   | KBS京都    | 2009年4月8日 - 7月1日  | 2009年10月7日 - 12月30日     | 水曜 25:00 - 25:30 | 独立UHF局      |                  |
| 日本全域 | BS11       | 2009年4月10日 - 7月3日 | 2009年10月9日 - 2010年1月1日 | 金曜 24:30 - 25:00 | BS放送         | 『ANIME+』枠     |

### Webラジオ
テレビアニメ『アスラクライン』に関連したWebラジオ『カミラジオ!』として、プレ放送（2009年5月8日）を経て、2009年5月20日から2009年12月24日まで配信された。全25回。
1度終了してしまったが復活した（という設定で）『カミラジオ！』が、なぜ、「一巡目の世界」では終了してしまったのか、打ち切りを回避するために、「二巡目の世界」の人々（リスナー）とともに、「一巡目の世界」とその頃の『カミラジオ!』の謎を紐解いていく。
パーソナリティ
- 入野自由（夏目智春 役）
- 野中藍（嵩月奏 役）

コーナー
カミメール!
「ふつおた」の募集。
一巡目の記憶
一巡目のラジオがどのようなものだったかを回想するコーナー。
二巡目ざんげ
日常あるいは一巡目での失敗を懺悔するコーナー。
ハンドラーのリスト
500円で買えるワンコインマキーナをパーソナリティが持ち寄り、
プレゼン勝負をするコーナーです。
本日のイクストラクタ
パーソナリティに対して、お題を募集する。

ゲスト
- 第17,18回 - angela

| 回       | 配信日         | タイトル                               |
| -------- | -------------- | -------------------------------------- |
| 第00回   | 2009年5月8日   | プレ放送をお届けマキーナ               |
| 第01回   | 2009年5月20日  | リンゴの皮むきマキーナ!                |
| 第02回   | 2009年5月27日  | かたかな禁止・・・・!                  |
| 第03回   | 2009年6月3日   | お誕生日をお祝いマキーナ!!             |
| 第04回   | 2009年6月10日  | 癒しが満載マキーナ!!                   |
| 第05回   | 2009年6月17日  | 折り方教室をお届けマキーナ!            |
| 第06回   | 2009年6月24日  | 関西弁でしゃべりマキーナ               |
| 第07回   | 2009年7月1日   | 願いを書きマキーナ                     |
| 第08回   | 2009年7月8日   | インパクトが足りないマキーナ?          |
| 第09回   | 2009年7月15日  | 声をそろえて、いただきマキーナ!!       |
| 第10回   | 2009年7月22日  | …入れ替わりマキーナ!?                  |
| 第11回   | 2009年7月29日  | 我輩は…アクマキーナ?                   |
| 第12回   | 2009年8月5日   | 暑中見舞い申し上げマキーナ!            |
| 第13回   | 2009年8月12日  | あいぽん遂にキレマキーナ!?             |
| 第14回   | 2009年8月19日  | 入野自由の みゆージック!?              |
| 第15回   | 2009年8月26日  | 絶望しマキーナ!!                       |
| 第16回   | 2009年9月2日   | …何か挟まってマキーナ?                 |
| 第17回   | 2009年9月9日   | 陸が見えマキーナ!!                     |
| 第18回   | 2009年9月16日  | SHIGOの世界でユニット結成しマキーナ!?  |
| 第19回   | 2009年9月30日  | 覚えてマキーナ？ あの夏の日のことを…   |
| 第20回   | 2009年10月7日  | “チューヘル”って知ってナーマキ!?       |
| 第21回   | 2009年10月14日 | なんで毛糸を入れマキーナ!?             |
| 第22回   | 2009年10月21日 | 「強豪国」って言えマキーナ…TдT         |
| 第23回   | 2009年10月28日 | 岩手とカナダからいらっしゃいマキーナ!! |
| 第24回   | 2009年11月4日  | お金のご利用は計画的にしマキーナ       |
| 第1500回 | 2009年12月24日 | 三巡目のクリスマスと女子力             |

## モバイルコンテンツ
iアプリ ・S!アプリに対応した携帯電話用のアプリ「アスラクライン マインスイーパー＋」などが電撃モバイルで配信された。